# S-Bahn Wien

Schematischer Netzplan der Kernzone (2023)

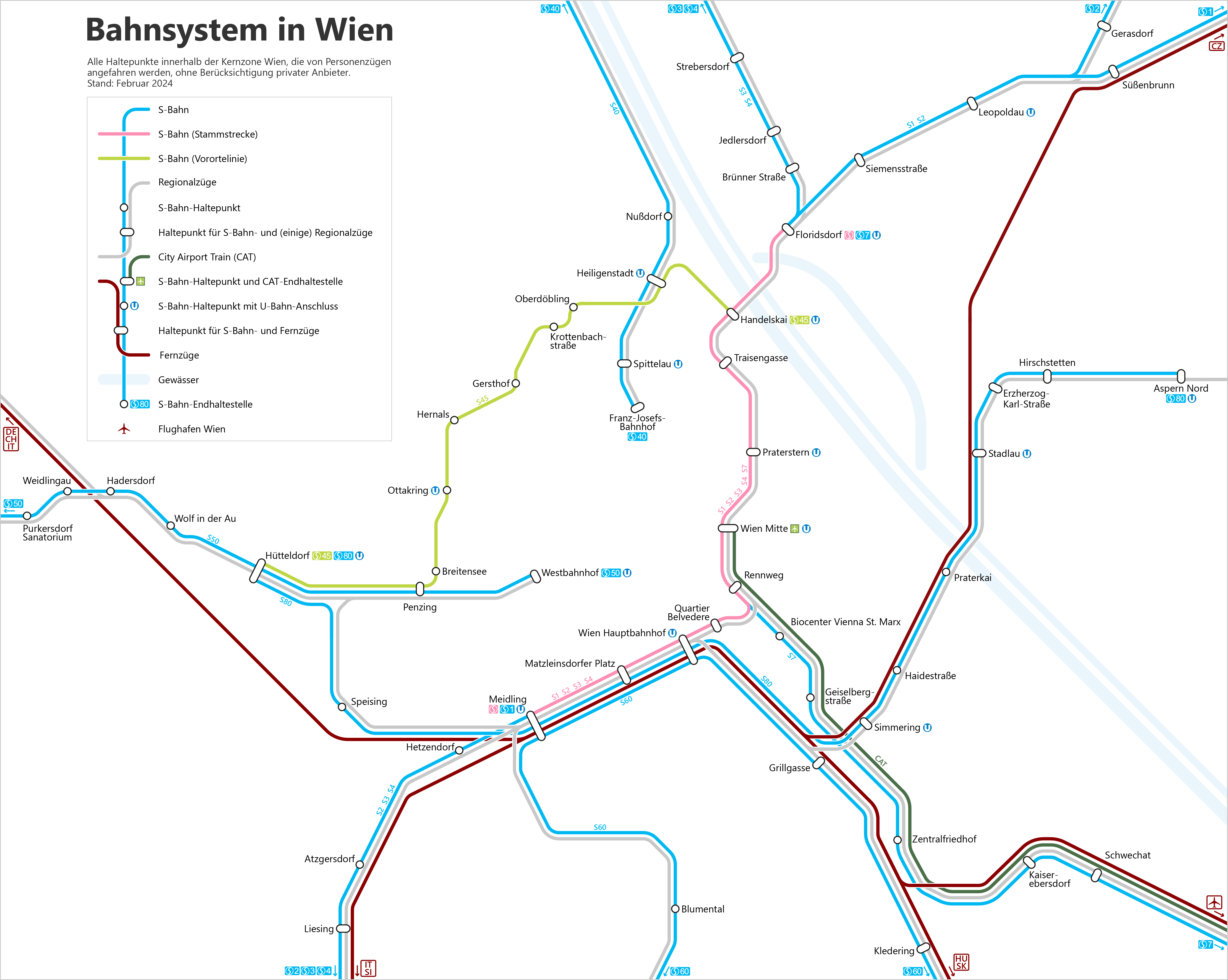
Schematische Darstellung des Wiener S-Bahn-Netzes innerhalb der Kernzone Wien mit Regional- und Fernverkehr

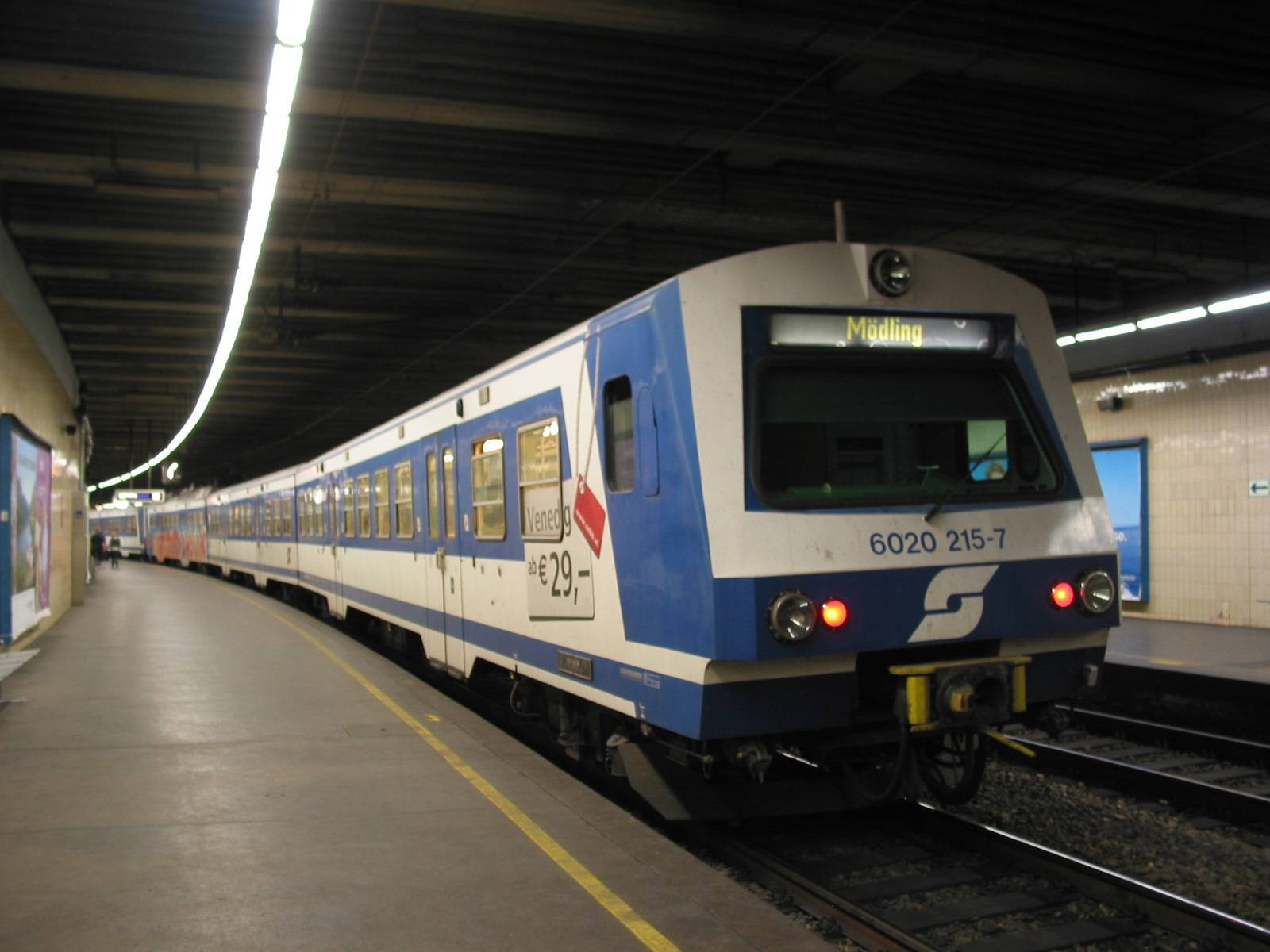
ÖBB 4020 der Wiener Schnellbahn in der S-Bahn-Haltestelle des ehemaligen Wiener Südbahnhofes, 2007

Die Wiener S-Bahn ist ein von den Österreichischen Bundesbahnen (ÖBB) betriebenes und seit 1984 in den Verkehrsverbund Ost-Region (VOR) integriertes S-Bahn-System in Wien und Niederösterreich. Sie nahm 1962 den Betrieb auf und wurde zunächst fast ausschließlich als „Schnellbahn“ bezeichnet. Erst mit Fahrplanwechsel 2005/2006 wurde der Begriff „S-Bahn“ offiziell in Fahrplanaushängen und Lautsprecheransagen eingeführt. Schon vor der Einführung des allgemeinen Verbundtarifs im Jahr 1984 war die Tarifgemeinschaft mit den innerstädtischen Verkehrsmitteln der Wiener Stadtwerke ein definierendes Merkmal der Wiener Schnellbahn.

## Linien

### Taktverkehr
Die Intervalle betragen je nach Linie, Streckenabschnitt, Wochentag und Uhrzeit zwischen 10 und 120 Minuten. Durch Überlagerungen ergeben sich auf bestimmten Streckenabschnitten kürzere Intervalle; auf der Stammstrecke wird inklusive der Regionalzüge ein 3-Minuten-Takt gefahren (mit Lücken). Auf allen Linien gibt es einen Grundtakt, von dem in vielen Fällen – besonders in der Früh – abgewichen wird. Linien mit einem ganztägigen, täglichen und gleichmäßigen Intervall sowie einem festen Streckenverlauf (z. B. S45) sind eher die Ausnahme. Auf manchen Streckenabschnitten ergänzen Regionalzüge den S-Bahn-Takt. Im November 2019 wurde bekanntgegeben, dass die Vorortelinie (S45) sowie die Stammstrecke zwischen Wien Floridsdorf und Wien Meidling und weiter nach Mödling ab dem Fahrplanwechsel der ÖBB am 15. Dezember 2019 wieder in den Nächten vor Sams-, Sonn- und Feiertagen im durchgehenden Nachtverkehr bedient werden sollen. Seit Fahrplanwechsel 2025 trifft dies auch auf die Linie S80 zu. Einen vergleichbaren durchgehenden Nachtbetrieb gab es bereits zwischen 2006 und 2010.

### Linienverzeichnis
Seit der Teileröffnung des neuen Hauptbahnhofes am 9. Dezember 2012 erfolgt die Bezeichnung der Linien wieder nach dem Streckenverlauf (zuvor wurde nach Zielbahnhof/Fahrtrichtung unterschieden, siehe Liniengeschichte).
Die Bezeichnung der S-Bahn-Linien im Verkehrsverbund Ost-Region basiert auf dem Linienschema der Wiener Straßenbahn. Die Nummerierung beginnt auf der Achse Richtung Nordosten und ist gegen den Uhrzeigersinn angeordnet. Linien über die Stammstrecke erhalten einstellige, alle anderen Linien zweistellige Nummern, jeweils mit dem Präfix S.
| Linie        | Laufweg und Takt | Strecken |
| ------------ | --- | --- |
| S1           | Wien Meidling – 30′ – Gänserndorf – 60′ – Marchegg | Stammstrecke – Nordbahn – Marchfeldbahn                                                                                   |
| S2           | Mödling – 30′ – Wien Rennweg – 30′ – Wien Floridsdorf – 30′ – Wolkersdorf – 60′ – Mistelbach (– Laa an der Thaya)                                        | Südbahn – Stammstrecke – Nordbahn – Laaer Ostbahn                                                                         |
| S3           | Wiener Neustadt Hbf – 60′ – Leobersdorf – 30′/60′ – Mödling – 30′ – Wien Floridsdorf – 30′ – Korneuburg – 60′ – Stockerau – Hollabrunn                   | Südbahn – Stammstrecke – Nordbahn – Nordwestbahn                                                                          |
| S4           | Wiener Neustadt Hbf – 60′ – Leobersdorf – 30′/60′ – Mödling – 30′ – Wien Floridsdorf – 30′ – Stockerau – ≈60′/120′ – Absdorf-Hippersdorf (– Tullnerfeld) | Südbahn – Stammstrecke – Nordbahn – Nordwestbahn – Lokalbahn Absdorf–Stockerau (– Franz-Josefs-Bahn – Tullnerfelder Bahn) |
| S7           | Wolfsthal – 60′ – Flughafen Wien – 30′ – Wien Rennweg – 30′ – Wien Floridsdorf                                                                           | Pressburger Bahn – Donauländebahn – Aspangbahn – Stammstrecke                                                             |
| S40          | Wien Franz-Josefs-Bahnhof – 30′ – Tulln Stadt – 60′ – St. Pölten Hbf                                                                                     | Franz-Josefs-Bahn – Tullnerfelder Bahn                                                                                    |
| Vorortelinie | Wien Handelskai – 10′/15′/30′ – Wien Hütteldorf | Donauuferbahn – Vorortelinie                                                                                              |
| S50          | Wien Westbahnhof – 15′ – Unter Purkersdorf – 30′ – Eichgraben-Altlengbach                                                                                | Westbahn |
| S60          | Bruck an der Leitha – 30′/60′ – Wien Hauptbahnhof – 60′ – Ebenfurth – 60′ – Wiener Neustadt Hbf                                                          | Ostbahn – Südbahn – Pottendorfer Linie                                                                                    |
| S80          | Wien Aspern Nord – 30′ – Wien Hauptbahnhof – 30′ – Wien Hütteldorf                                                                                       | Marchegger Ostbahn – Laaer Ostbahn – Verbindungsbahn                                                                      |

In den Netzplänen werden die Linien S1, S2, S3, S4 und S7, soweit sie über die Stammstrecke (Wien Meidling – Wien Floridsdorf) verlaufen, als Linienbündel  in rosa Farbe eingezeichnet. Die Fahrpläne sind so gestaltet, dass auf der Stammstrecke alle 3 bis 9 Minuten eine S-Bahn verkehrt.

### Liniengeschichte

Gemeinsamer Schnellbahn- und Stadtbahn-Liniennetzplan des Jahres 1962, nicht alle hier aufgeführten Zwischenstationen der Schnellbahn wurden letztlich realisiert

Am 1. Juni 1959 wurde die nach den Kriegsschäden des Zweiten Weltkriegs zum Teil neuerrichtete Strecke von Wien Floridsdorf über Wien Praterstern bis Wien Hauptzollamt mit der Bezeichnung Wiener Schnellbahn als häufig befahrene innerstädtische Bahnverbindung in Betrieb genommen, von Interesse hauptsächlich für nach Wien einpendelnde Arbeitskräfte. Anfangs wurden hier noch Dampf- und Dieselloks verwendet, und nicht alle von der Nordbahn kommenden Personenzüge fuhren bis zum Hauptzollamt.
Nach der Eröffnung der elektrifizierten Schnellbahn mit fixen Intervallen im Jahre 1962 (die anfangs, von Wien Meidling nordwärts, nur die spätere S1 nach Gänserndorf und die spätere S3 nach Stockerau umfasste) wurden lange Zeit keine Liniensignale verwendet. Erst mit der Einführung des Verkehrsverbunds Ost-Region 1984 entschied man sich zur Vergabe von Liniennummern. Da es für die Linien der Stammstrecke nur einen Südast (Südbahn) gab, wurden die Liniennummern nach dem befahrenen Nordast vergeben (S1 Nordbahn, S2 Laaer Ostbahn, S3 Nordwestbahn); die Flughafenschnellbahn S7 fuhr ausschließlich ab Wien Nord (heute: Wien Praterstern).
Im Gegensatz zu den üblicherweise auf dem gesamten Streckenverlauf basierenden Linienbezeichnungen erfolgte von 2005 bis 2012 die Bezeichnung der Stammstreckenlinien in der Regel unabhängig vom Ausgangsort nach dem Zielort des Zuges. Diese Notwendigkeit ergab sich aus den zahlreichen Kombinationsmöglichkeiten der vier südlichen mit jenen der vier nördlichen Außenäste. Daher erhielten die Züge der Stammstrecke unterschiedliche Bezeichnungen je Fahrtrichtung (S1, S2, S3, und S5 Richtung Norden; S6, S9 und S15 Richtung Süden). Es gab folgende wesentliche Ausnahmen: Züge über die Pottendorfer Linie erhielten zur Unterscheidung von den Zügen über die Südbahn unterschiedliche Linienbezeichnungen (S5 bzw. S6, die Station Wien Matzleinsdorfer Platz konnte nicht bedient werden); Züge mit einem an bestimmten Tagen verkürzten Zuglauf behielten auch in diesem Fall die Linienbezeichnung der Gesamtstrecke bei (z. B. S15 für am Wochenende in Wien Meidling endende Züge, die montags bis freitags weiter bis Unter Purkersdorf verkehrten), und bei in Wien Floridsdorf endenden Zügen war der Laufweg des Grundtakts maßgeblich (z. B. S2 für Wien Hütteldorf bis Wien Floridsdorf). Außerdem wurde seit Fahrplanwechsel 2010 die Linie S7 in beiden Richtungen als solche bezeichnet; davor verkehrten die Züge Richtung Norden als S8. Eine weitere Ausnahme war die Linie S15, welche als Stammstreckenlinie eine zweistellige Linienbezeichnung erhielt, um die Verknüpfung mit der Westbahn zu verdeutlichen.
Mit der Teilinbetriebnahme des Wiener Hauptbahnhofs zum Fahrplanwechsel 2013 wurden das Linienschema der S-Bahn Wien vereinfacht. Das richtungsbezogene System der Stammstreckenlinien wurde aufgelassen, die Anzahl der Linien halbiert: Die Linien S1, S2, S3 und S7 wurden beibehalten, während die Linienbezeichnungen S5 (nach Absdorf-Hippersdorf, jetzt S4), S6 (Pottendorfer Linie, jetzt S60), S9 (Südbahn, jetzt S3 bzw. S4) und S15 (Westbahn, jetzt S80) aufgegeben wurden.
Die Kursbuchnummer der Stammstrecke war ursprünglich 12b, später 9; seit 2001 wird das Fahrplanbild mit 900 bezeichnet.

#### Aufgelassene Linienbezeichnungen
- Linie S5: Wiener Neustadt Hbf – Ebenfurth – Wien Meidling – Wien Floridsdorf – Stockerau – Absdorf-Hippersdorf
- Linie S6: Hollabrunn – Stockerau – Wien Floridsdorf – Wien Meidling – Ebenfurth – Wiener Neustadt Hbf
- Linie S8: Wolfsthal – Flughafen Wien-Schwechat – Wien Floridsdorf – Wien Leopoldau – Wien Stadlau – Wien Simmering – Wien Südbahnhof (Ost)
- Linie S9: Züge Richtung Süden, welche zwischen Wien Floridsdorf und Wiener Neustadt Hbf entlang der Stammstrecke bzw. Südbahn endeten
- Linie S15: Züge über die Stammstrecke und Verbindungsbahn nach Wien Hütteldorf und in der Hauptverkehrszeit darüber hinaus Richtung Westen
- Linie S65: Wien Südbahnhof (Ost) – Nickelsdorf und zurück, bestand nur einige Jahre

Von 2000 bis 2005 gab es Regio-S-Bahnen (RSB), welche alle Stationen der Stammstrecke, jedoch nicht alle Haltestellen eines Außenastes bedienten. Diese Zuggattung wurde auf den Bahnsteiganzeigen jedoch nur mit dem Präfix S angezeigt.

## Die S-Bahn-Strecken

### Stammstrecke
Die wichtigste Strecke des gesamten S-Bahnnetzes ist die im Herzen Wiens liegende S-Bahn-Stammstrecke Meidling – Floridsdorf, die von der Mehrzahl der S-Bahnlinien genutzt wird. Sie ist der zentrale Bestandteil des gesamten S-Bahnnetzes, da alle Stationen entlang der Strecke Umsteigepunkte zum restlichen Nah- und Fernverkehr sind. Auf der rund 13 Kilometer langen Strecke fahren täglich rund 640 Züge, die ca. 270.000 Fahrgäste befördern. Im Fahrplanbuch der ÖBB ist die Stammstrecke unter der Fahrplanbildnummer 900 zu finden.

### Vorortelinie
Neben der Stammstrecke ist die von der Linie S45 (Hütteldorf – Handelskai) bediente Vorortelinie die zweite wichtige Strecke des S-Bahnnetzes in Wien. Sie verbindet die westlichen Bezirke Wiens. Viele Stationen sind wichtige Umsteigepunkte zum restlichen Nahverkehr.

### Die Außenstrecken
Auf allen Außenstrecken stehen den einzelnen S-Bahnlinien, die über die Stammstrecke führen, keine eigenen Gleistrassen zur Verfügung. Hier findet Mischverkehr mit dem restlichen Personen- und Güterverkehr statt. Die Streckenführungen sind daher bei den jeweiligen Bahnstrecken beschrieben (siehe Linienverzeichnis oben). Dies gilt auch für den Abschnitt zwischen Wien Meidling und Mödling beziehungsweise Wiener Neustadt, bei dem es sich um die am stärksten befahrene Bahnstrecke Österreichs handelt. Die Umlandlinien teilen sich ebenfalls die Gleistrassen mit dem Personen- und Güterverkehr; eine Ausnahme bilden dabei zum einen die Vorortelinie zwischen Wien Heiligenstadt und Wien Penzing, auf der reiner S-Bahnverkehr stattfindet, und zum anderen die Westbahn, die zwischen Wien Hütteldorf und Unter Purkersdorf mit zwei separaten Nahverkehrsgleisen ausgestattet ist. Diese stammen noch aus der Zeit der Dampfstadtbahn.
Folgende S-Bahn-Streckenabschnitte sind nur eingleisig ausgebaut:
- Wolkersdorf – Laa an der Thaya (S2)
- Stockerau – Hollabrunn (S3)
- Stockerau – Absdorf-Hippersdorf (S4)
- Gänserndorf – Marchegg (S1)
- Rennweg – Mannswörth – Flughafen Wien – Wolfsthal (S7)
- Wien Hütteldorf – Wien Penzing (S45)
- Wien Hütteldorf – St. Veit an der Wien (Station aufgelassen) (S80)
- Wien Heiligenstadt – Wien Brigittenau (S45)
- Tulln – St. Pölten Hbf (S40)

## Geschichte

### Vorgeschichte

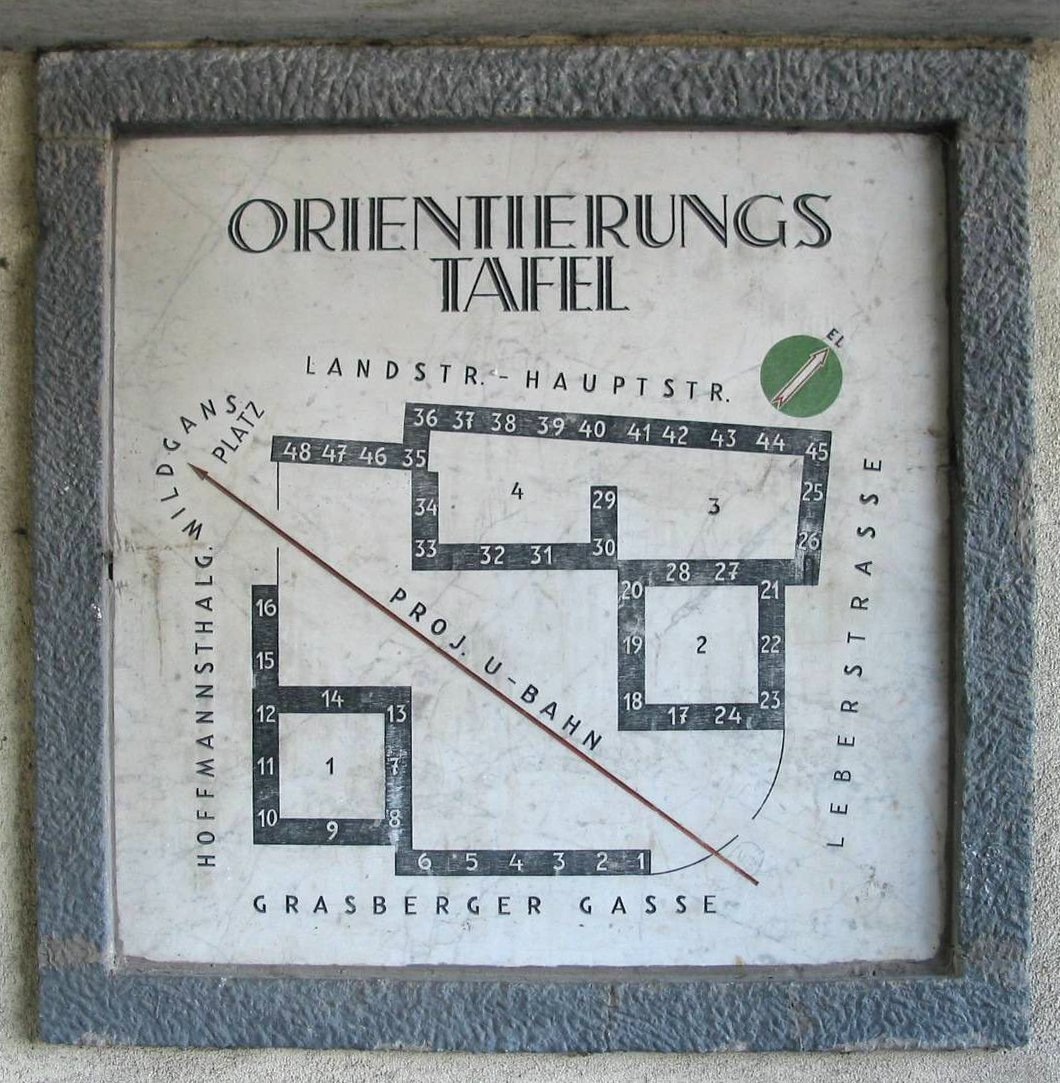
Tafel mit projektierter U-Bahn im Wildganshof

Die Wiener Stadtbahn, die der Commission für Verkehrsanlagen in Wien gehörte und von den k.k. Staatsbahnen betrieben wurde, war in ihrer ursprünglichen Betriebsweise Vorläufer der S-Bahn, da es sich um einen Vollbahnbetrieb handelte, der auch Lokalverkehr bewältigen sollte. Da bei ihrer Planung aber andere Faktoren wie Militärtransporte, Fernverkehr und dergleichen eine bedeutende Rolle spielten und die Bahn mit Dampflokomotiven betrieben wurde, stellte sich kein großer Erfolg ein.
Daher wurden in der Folge zahlreiche Vorschläge zur Verbesserung der Situation gemacht, doch scheiterten diese zumeist. Bei diesen Vorschlägen wurde im Allgemeinen kein Unterschied zwischen Vollbahn und U-Bahn gemacht, so dass viele Vorschläge unter der Bezeichnung „U-Bahn“ meistens Eisenbahnanlagen einschlossen. Die ursprüngliche Stadtbahnplanung enthielt mehr Strecken, als tatsächlich gebaut wurden; diese blieb bis 1951 rechtsverbindlich. Allerdings wurde die nach 1918 stillgelegte Wiener Dampfstadtbahn 1925 von der Wiener Stadtverwaltung als Wiener Elektrische Stadtbahn und im Tarifverbund mit der Straßenbahn wiedereröffnet; für die Garnituren wurden in Wien Hütteldorf und Wien Heiligenstadt Wendeschleifen und bei der Station Gumpendorfer Straße Verbindungsgleise zum Straßenbahnnetz errichtet, und die eingesetzten Wagen konnten auch auf der Straßenbahn verkehren. Die Gleisverbindungen zum Vollbahnnetz wurden hingegen stillgelegt oder abgebaut. Die Stadtbahn schied damit für einen in die Region ausgreifenden Betrieb aus.
Als 1933 der Gemeindebau Wildganshof (3. Bezirk) erbaut wurde, wurde eine Bahntrasse zwischen den Gebäuden planmäßig berücksichtigt, so dass eine Hochbahnstrecke auf der Schneise möglich gewesen wäre. Im Eingangsbereich der Anlage befindet sich eine Tafel, in der diese geplante Trasse als U-Bahn bezeichnet ist.
Nach dem „Anschluss“ von 1938 entwickelte die Siemens Bau Union mit städtischen Dienststellen ein kombiniertes U-Bahn- und S-Bahn-Netz, wobei letzteres von der Reichsbahn betrieben werden sollte. Das geplante Netz war zwar äußerst umfangreich, wegen des einsetzenden Krieges kam man über Probebohrungen jedoch nicht hinaus. In der Nachkriegszeit gab es neuerlich Vorschläge; diese hatten aber selten offiziellen Charakter. Ein Vorschlag von Otmar Denk aus dem Jahr 1947 sah dem später verwirklichten Projekt sehr ähnlich.

### Das Wiener S-Bahn-Projekt
Nach dem Krieg mussten die zerstörten Bahnanlagen wiederaufgebaut werden. Die Verbindungsbahn wurde schon damals in das Elektrifizierungsprogramm der Bundesbahnen aufgenommen, doch war man sich über die notwendigen Umbauten noch nicht im Klaren. 1954 erteilte Verkehrsminister Karl Waldbrunner den ÖBB den Auftrag, ein S-Bahn-Projekt für Wien auszuarbeiten, damit dieses beim Wiederaufbau der Strecken berücksichtigt werden könne. Das hatte auch den Vorteil, dass ein solches Projekt im Gegensatz zu anderen wie beispielsweise U-Bahnen relativ leicht und billig zu realisieren war, was zu dieser Zeit besonders wichtig war. Außerdem war die starke Verkehrszunahme in der Zukunft schon damals absehbar. Es gab keinen Generalverkehrsplan; daher musste die Planung mit der Stadt Wien abgestimmt werden. Da die meisten Bauwerke der Verbindungsbahn stark beschädigt oder zerstört waren, kam der Wiederaufbau beinahe einem Neubau gleich. Zur Finanzierung wurde die Schnellbahn 1954 in das Großinvestitionsprogramm der Bundesregierung für Bundesbahnen, Post und Autobahnbau aufgenommen.
Anfang Juli 1955 lag das von der Bundesbahndirektion Wien ausgearbeitete Konzept vor, doch hatte vorerst der Aufbau anderer kriegszerstörter Anlagen Vorrang. Beim Wiederaufbau des Südbahnhofes wurde die S-Bahn aber schon berücksichtigt. Wegen der Bedeutung der Bahn für den Stadtverkehr beschloss der Wiener Gemeinderat im April 1958, die Vorfinanzierung der ersten Ausbaustufe im Ausmaß von 634 Millionen Schilling zu übernehmen. Fahrgastbefragungen in diesem Jahr ergaben auch, dass die meisten Fahrgäste von Nord- und Nordwestbahn daran interessiert waren, weiter in die Stadt zu fahren. Zwischen Bund und Stadt Wien wurde ein Abkommen geschlossen, das die Rückzahlung der Vorfinanzierung innerhalb von zehn Jahren vorsah; davon blieben drei Jahre tilgungsfrei. Die Stadt Wien verpflichtete sich, die Hälfte der Zinsen zu übernehmen und einem Gemeinschaftstarif zwischen S-Bahn und Straßenbahn zuzustimmen.
Nun konnten die Bauarbeiten aufgenommen werden, doch kam es 1960 zu einer Finanzierungslücke im städtischen Investitionsbudget, weshalb die Arbeiten mit wenigen Ausnahmen gestoppt wurden. Die halbfertigen Bauten behinderten aber den Verkehr enorm und schadeten dem Stadtbild. Es kam zu starker Kritik in den Medien, und so entschloss sich die Stadt Wien, 1960 und 1961 doch jeweils 180 Millionen Schilling zur Verfügung zu stellen. Der vorgesehene Eröffnungstermin, der 1. Jänner 1961, konnte aber nicht eingehalten werden, sondern wurde um mehr als ein Jahr hinausgezögert.

### Die zwei Eröffnungen der Wiener Schnellbahn

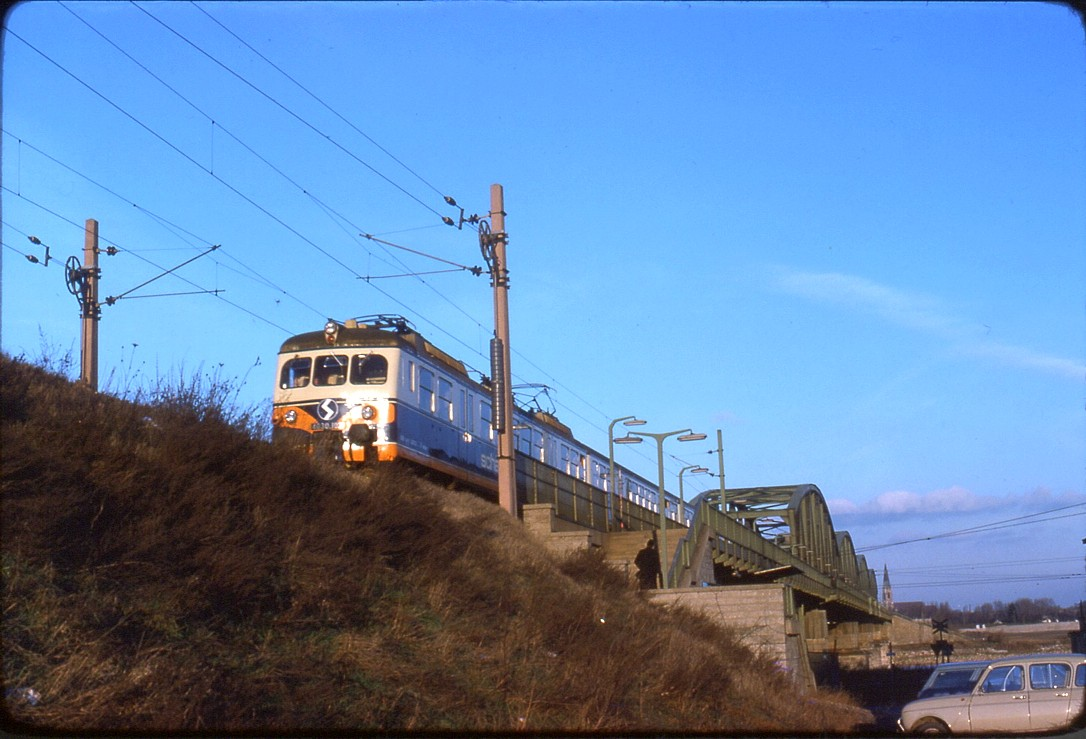
ÖBB 4030.3 auf der Nordbahnbrücke (1976)

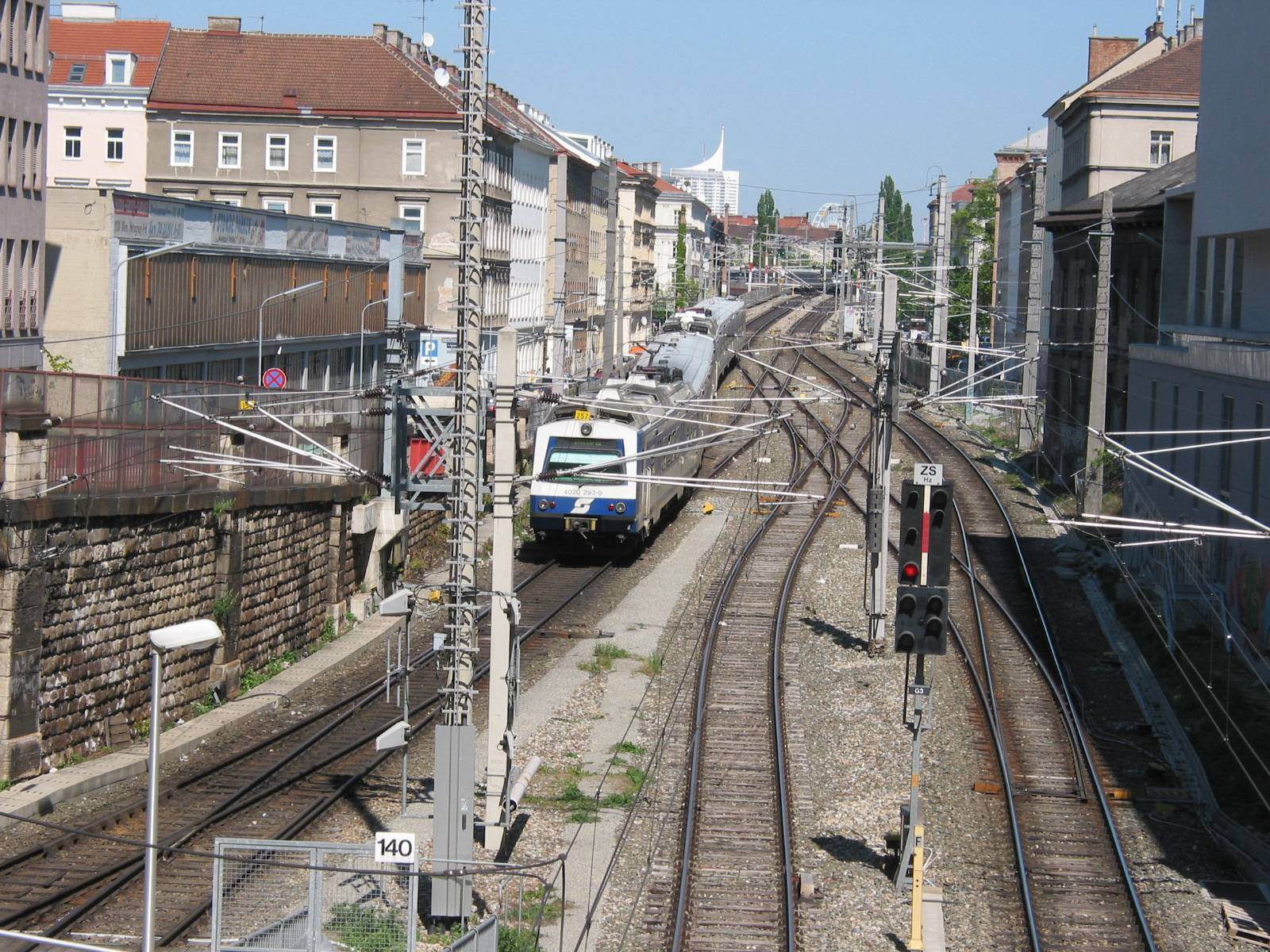
S-Bahn-Zug auf dem Weg von Wien Mitte nach Wien Praterstern

Am 31. Mai 1959 wurden die Nordbahnbrücke wiedereröffnet und der Personenverkehr zwischen Floridsdorf und Praterstern am 1. Juni 1959 wiederaufgenommen, vorläufig noch mit Dampflokomotiven. Seit damals wurde der Produktname „Wiener Schnellbahn“ verwendet. Fünf Zugpaare der Nordwestbahn (die Nordwestbahnbrücke wurde gesperrt und durch die Nordbrücke ersetzt) und sechs der Nordbahn wurden bis Hauptzollamt weitergeführt; auf diesem Teilstück herrschte aber noch eingleisiger Betrieb.
Erst am 25. Jänner 1960 konnten das zweite Gleis in Betrieb genommen und die Zuganzahl auf 118 pro Tag erhöht werden, davon 83 mit Dampflokomotiven geführt, die restlichen mit Dieseltriebwagen. Auch einige Züge der Pressburger Bahn und der Aspangbahn benutzten die neue Strecke. Ab 27. März 1961 konnten die Züge zwischen Hauptzollamt (heute Bahnhof Wien Mitte) und Floridsdorf zum Gemeinschaftstarif mit den Wiener Verkehrsbetrieben benutzt werden. Ab 8. Jänner 1962 wurden Probefahrten mit zwei Lokomotiven der Reihe 4061 durchgeführt.
Die Haupteröffnung der Schnellbahn erfolgte am 17. Jänner 1962 mit Feierlichkeiten in Anwesenheit von über 900 geladenen Festgästen, darunter Bundespräsident Adolf Schärf und Vizekanzler Bruno Pittermann. Nach dem großen Festakt am Südbahnhof mit Ansprachen von ÖBB-Generaldirektor Maximilian Schantl, Verkehrsminister Karl Waldbrunner, Bürgermeister Franz Jonas und Bundespräsident Adolf Schärf wurde ein Festzug in Betrieb gesetzt, der an jeder Haltestelle der Stammstrecke hielt, wo die betreffenden Bezirksvorsteher kurze Reden hielten. Danach fuhr der Zug nach Gänserndorf, wo eine Lok der Reihe 52 aufgestellt wurde. Der Bürgermeister und Abgeordnete zum niederösterreichischen Landtag Josef Graf hielt eine Rede. Anschließend kehrte der Zug nach Floridsdorf zurück und fuhr nach Stockerau, wo es ebenso zu einer Begrüßung durch Bürgermeister Josef Wondrak kam. Danach wurden die Strecken ohne Fahrgäste befahren. Der eigentliche Fahrgastbetrieb begann erst abends um 23:45 Uhr. Zwischen Meidling und Praterstern wurde sofort ein Fahrverbot für Dampflokomotiven verhängt. Der Bahnhof Hauptzollamt wurde, analog zur Stadtbahnstation, in „Landstraße“ umbenannt.
Die Schnellbahn war ein sofortiger Erfolg. Es kam zu Überfüllungen, die erst durch den Ersatz der Einfach- durch Doppelgarnituren beseitigt werden konnten. Mit den Wiener Verkehrsbetrieben wurde ein Abkommen geschlossen, das es den Fahrgästen erlaubte, im Störungsfall die parallelführenden Linien des anderen Verkehrsträgers ohne zusätzlichen Fahrscheinkauf zu benutzen. 1963 wurden in der Haltestelle Südbahnhof versuchsweise die ersten Fernsehmonitore zur Zugabfertigung eingebaut.
Auf der Stammstrecke wurde anfangs im Viertelstundentakt gefahren, aber schon im Oktober des Eröffnungsjahrs wurde der Verkehr zwischen Floridsdorf und Landstraße in der Hauptverkehrszeit verdichtet, ab 1964 dann auf der gesamten Stammstrecke.

### Gründung des Verkehrsverbunds
Mit der Eröffnung des VOR am 1. Juni 1984 wurden Liniensignale eingeführt. Die Fahrzeuge der Reihe 4030, die keine Zielschildkästen hatten, bekamen dafür Tafeln in den Fenstern. Die Linienbezeichnung und das Ziel wurden auch noch bei allen Zügen ohne Zielanzeige und bei Linien, die nicht in der Anzeige vorhanden waren, auf den seitlichen Tafeln angebracht.
Der Bau der Donauufer-Autobahn A22 erforderte am 26. und 27. Oktober 1984 erstmals eine Totalsperre der Stammstrecke. Obwohl dies eigentlich nur den Abschnitt Floridsdorf – Wien Nord betraf, wurde der Umstand gleich dazu ausgenutzt, die Fahrleitung im Abschnitt Rennweg – Meidling zu erneuern.

### Wiederinbetriebnahme der Vorortelinie
Mit dem Fahrplanwechsel am 1. Juni 1986 wurden die Möglichkeit der Fahrradmitnahme sowie die Stationsdurchsage durch ein vom Triebfahrzeugführer zu bedienendes Tonband im Zug eingeführt. Am 31. Mai 1987 wurde die renovierte Vorortelinie mit Ausnahme der Station Unter-Döbling als Linie S45 wieder in Betrieb genommen, nachdem am Vortag eine große Feier stattgefunden hatte. Diese Linie hat aber keine direkte Verbindung mit der Stammstrecke und wurde auch nie auf Außenstrecken verlängert, obwohl Zugzielanzeigen bis Neulengbach und Tulln Stadt vorhanden waren. Ihre Inbetriebnahme war aber der Anlass, einen neuen Linienübersichtsplan zu schaffen, der alle S-Bahn-Linien enthielt und in den Fahrzeugen angebracht wurde. Zuerst war das nur auf der Vorortelinie selbst der Fall, erst später erhielten auch die anderen Garnituren diesen Plan.

### Einbeziehung der Verbindungsbahn

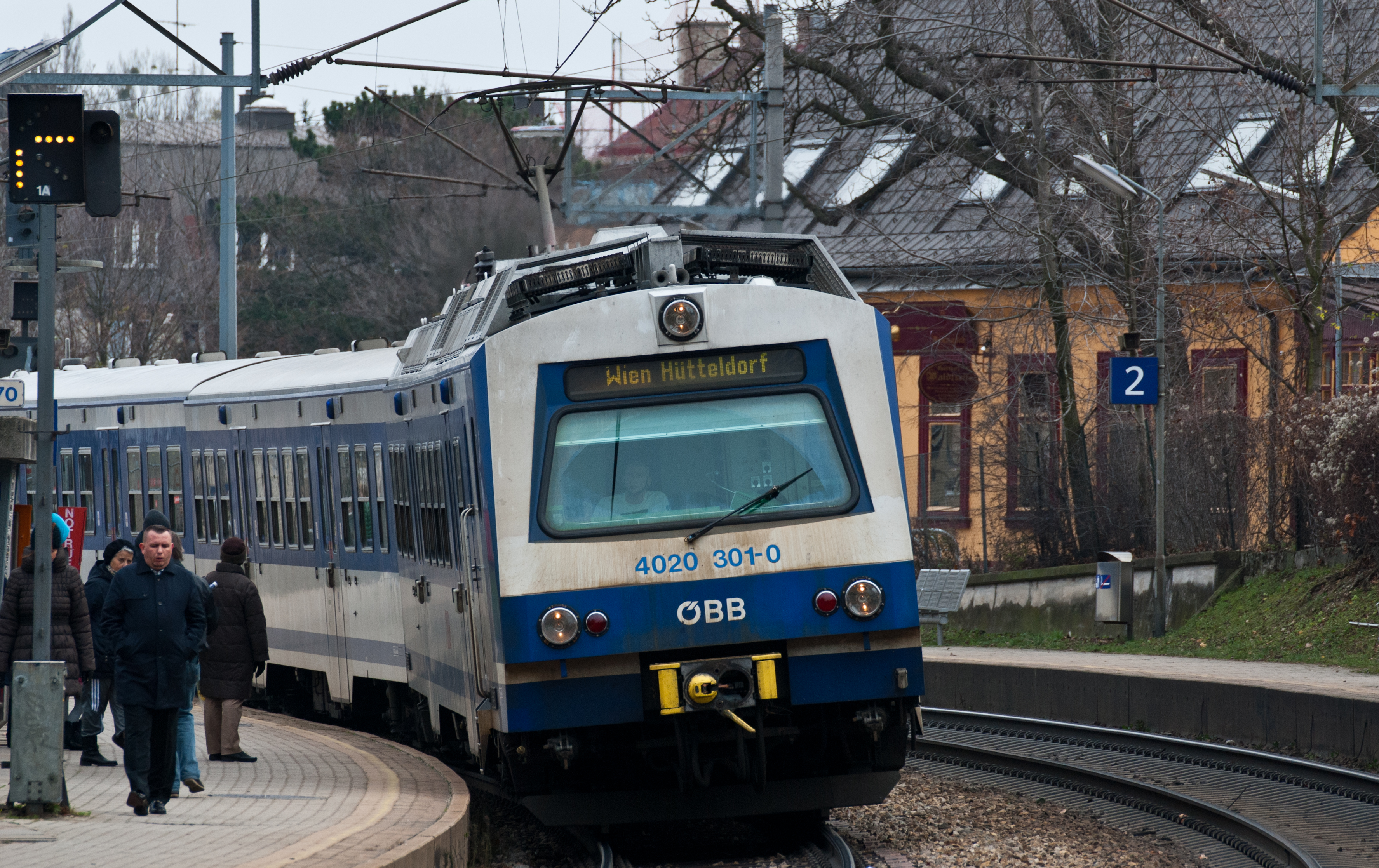
S-Bahn-Garnitur in Wien Speising

Am 1. Juli 1989 wurden Züge der Linie S3, die bisher im Bahnhof Wien Meidling geendet hatten, über die Verbindungsbahn bis zum Westbahnhof verlängert. Kurioserweise verkehrten die Züge in der Gegenrichtung vom Bahnhof Wien Hütteldorf aus; dies war aber wegen der Anschlüsse von den Zügen der Westbahn notwendig, insbesondere da nur ein Stundentakt eingeführt wurde. Auf der Strecke selbst wurde nur die Haltestelle Wien Speising errichtet. Die Verlängerung über die Verbindungsbahn sah schon das Wiener Verkehrskonzept von 1980 vor, wobei diese aber schon in Speising bei der Hofwiesengasse enden sollte. Darüber hinaus gab es Planungen für eine Station bei der Stranzenbergbrücke, die damals nicht verwirklicht wurde. Diese Strecke wird von der S80 bedient.

### Geschichte der Außenstrecken
Die Außenstrecken nach Stockerau und Gänserndorf wurden zur Einführung der Schnellbahn zwar elektrifiziert, ansonsten wurden dort aus finanziellen Gründen vorerst keine Änderungen vorgenommen. Die zumeist vorhandenen Erdbahnsteige wurden erst später ersetzt.

#### Strecke nach Gänserndorf (S1)
Die Nordbahnstrecke ist nicht nur die älteste Lokomotiveisenbahn Österreichs, sie gehört auch zu den ältesten S-Bahn-Strecken. Zu Beginn des S-Bahn-Betriebes wurde stündlich gefahren, ab 28. Mai 1967 halbstündlich.
1972 wurde das Gleis zwischen Floridsdorf und Leopoldau komplett ausgewechselt. Da sich im Bereich von Leopoldau die größte Satellitenstadt Österreichs, die Großfeldsiedlung, befindet, wurde der Bahnhof 1976 mit Wendegleis, Mittelbahnsteig und einem Personentunnel ausgestattet.
1977 wurde beim Bahnhof Gänserndorf die erste offizielle Park-and-ride-Anlage eröffnet, die zu 80 % vom Bund und zu 20 % vom Land Niederösterreich finanziert wurde. Danach folgten einige weitere derartige Parkplätze.
Obwohl nicht direkt damit zusammenhängend, wurde 1980 anlässlich der Errichtung der S2 der Bahnhof Süßenbrunn ebenfalls umgebaut und erhielt eine Unterführung und zwei Inselbahnsteige. Am 23. Mai 1982 wurde der Viertelstundentakt bis Leopoldau eingeführt, was jedoch schon im Hinblick auf die baldige Eröffnung der Linie S2 geschah, die dieses Teilstück ebenfalls benutzt. Am 30. September 1984 wurde die neue Station Helmahof eröffnet.
1994 wurde die Oberleitung erneuert. Die eher primitive Haltestelle bei der Siemensstraße wurde anlässlich der Verbreiterung der namengebenden Straße mit einem höheren Mittelbahnsteig und einer Unterführung neugebaut und am 9. Oktober 1996 eröffnet.
Mit der Verlängerung der U1 nach Leopoldau im Jahr 2006 wurde der Bahnsteig an dieser Haltestelle nach Nordosten verlängert, um einen Zugang zur U-Bahn zu schaffen.
Seit Dezember 2020 verkehrt die S1 stündlich über Gänserndorf hinaus nach Marchegg über die neu elektrifizierte Anschlussstrecke und ersetzt die dort bisher verkehrenden Regionalzüge.

#### Strecke nach Mistelbach und Laa an der Thaya (S2)

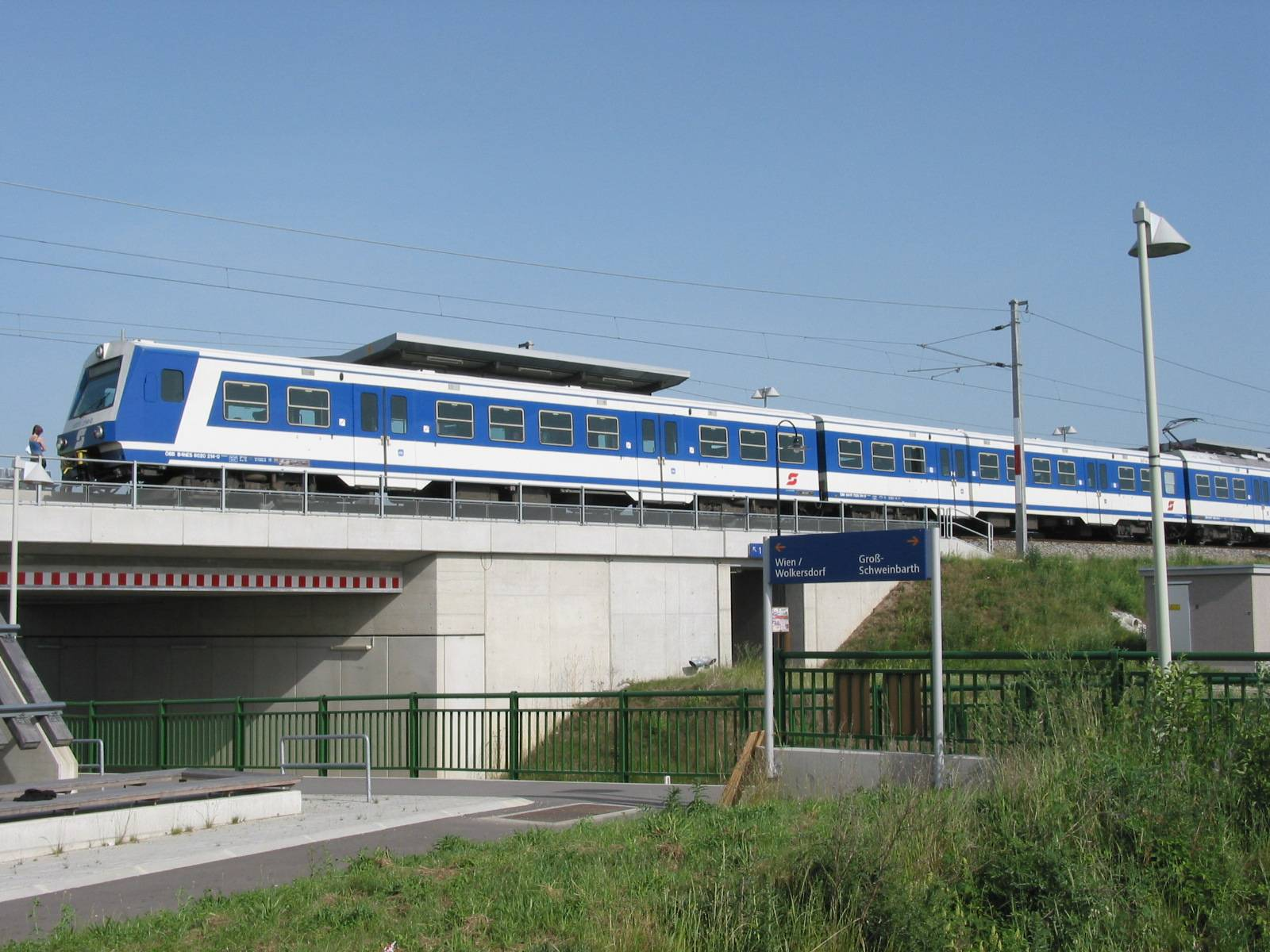
Zug der Linie S2 in Obersdorf

Obwohl es sich verkehrsstrategisch um eine Hauptstrecke handeln könnte, hatte die ehemalige StEG-Strecke (Ostbahn, nördlicher Ast) immer nur untergeordnete Bedeutung und war auf den Lokalverkehr ausgerichtet. Mit der sogenannten „Nahverkehrsmilliarde“ wurde der Ausbau zur S-Bahn beschlossen, der aus elektrotechnischen Gründen vorerst nur bis Wolkersdorf vorgesehen war. Am 8. Februar 1978 wurde dazu ein Vertrag zwischen Wien, Niederösterreich und den ÖBB abgeschlossen; Niederösterreich beteiligte sich mit 20 Prozent an den Kosten.
Das aufwändigste Bauwerk war dabei die kreuzungsfreie Einbindung der neuen Linie in die S-Bahn-Stammstrecke bzw. Nordbahn im Bereich von Süßenbrunn. Mit Ausnahme eines kurzen zweigleisigen Abschnitts zwischen Seyring und Kapellerfeld blieb die Strecke eingleisig. Neben Süßenbrunn erhielt auch Wolkersdorf ein neues Spurplanstellwerk. In Neubau-Kreuzstetten und Mistelbach entstanden einfachere Ausführungen der Bauart „VGS 80“. Außer Neubau-Kreuzstetten musste auch der Bahnhof von Schleinbach ausgebaut werden, da dort Zugkreuzungen stattfinden.
Der Betrieb wurde nach 22 Monaten Bauzeit am 25. September 1983 aufgenommen, wobei stündlich nach Mistelbach gefahren wurde; Wolkersdorf wurde halbstündlich bedient, später reichte dieser Halbstundentakt zumeist bis Schleinbach. Auf der Strecke kam es dadurch zu einem großen Fahrgastzuwachs, mit der Einführung von Eilzügen verlor die S-Bahn allerdings wieder Kunden.
Trotz anfänglichem Widerstand der ÖBB wurde am 12. Juli 1999 zwischen den ÖBB und der Niederösterreichischen Verkehrsorganisationsgesellschaft m.b.H. (NÖVOG) ein Vertrag abgeschlossen, der die Weiterführung der S-Bahn bis Laa an der Thaya vorsah. Die Bauarbeiten begannen jedoch erst 2003. Der Ausbau erforderte die Elektrifizierung des Streckenstücks zwischen Mistelbach und Laa an der Thaya. Außerdem wurde nun die Teilstrecke zwischen Wien und Wolkersdorf zweigleisig ausgebaut, und die Sicherungsanlagen wurden modernisiert. Die Betriebsaufnahme fand am 10. Dezember 2006 statt, bereits 2005 wurde der zweigleisige Ausbau bis Wolkersdorf fertiggestellt.

#### Strecke nach Stockerau und Hollabrunn (S3, S4)

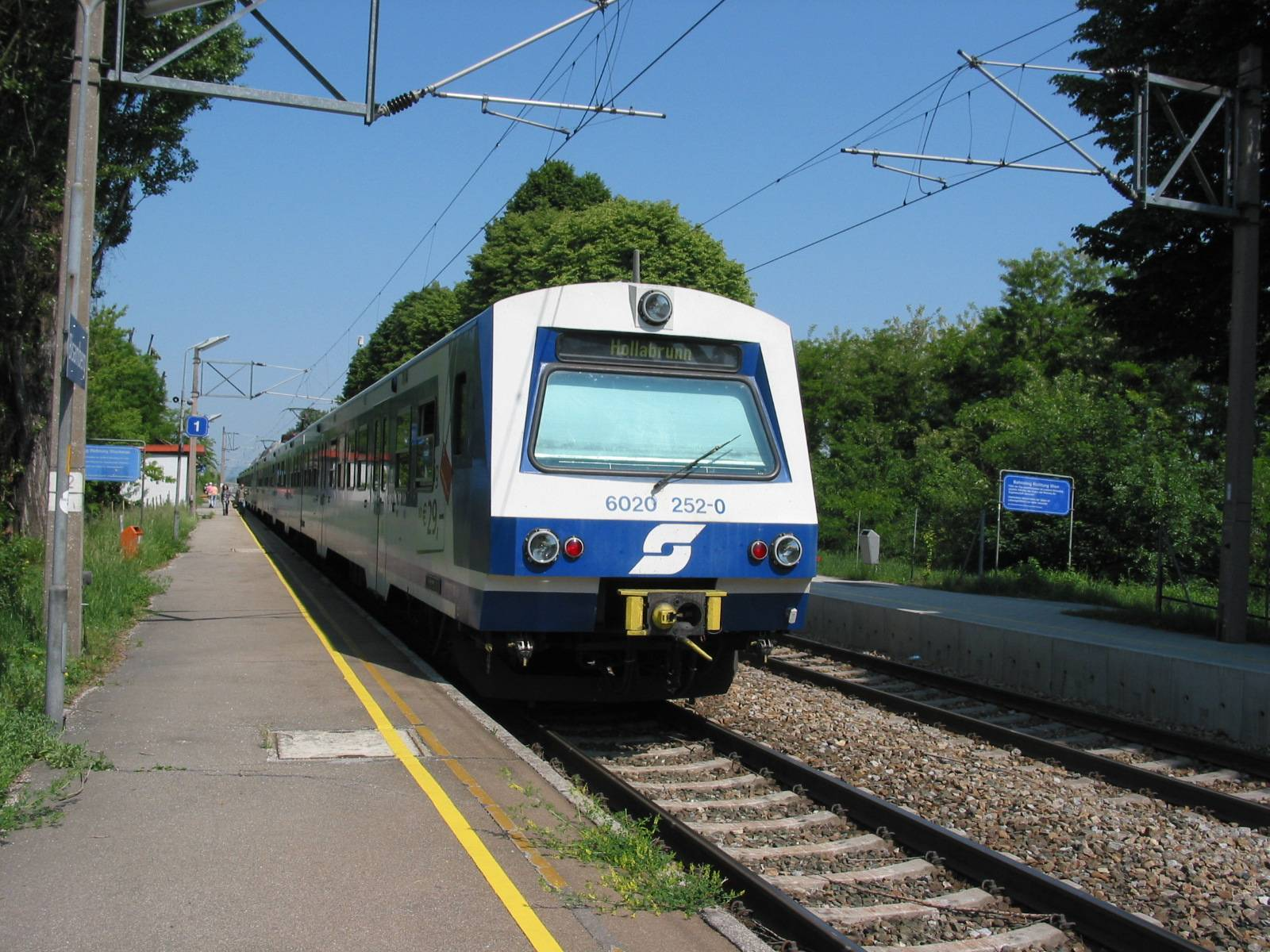
S-Bahn-Zug in der Haltestelle Bisamberg

Die Nordwestbahn-Strecke nach Stockerau wurde ebenfalls schon seit 1962, dem Eröffnungsjahr der Stammstrecke, S-Bahn-mäßig betrieben. Im Unterschied zu den anderen Strecken herrschte hier aus historischen Gründen Rechtsbetrieb vor. Ebenso wie auf der Nordbahn gab es zu Beginn Stundentakt, ab 28. Mai 1967 Halbstundentakt. Das kurze Stück zwischen Floridsdorf und Jedlersdorf blieb bis zum 23. Juni 1969 nur eingleisig befahrbar. Nach dem Ausbau konnte schon am 5. Juni 1969 das neue Gleis befahren werden. Am 27. September wurde die neue Haltestelle Brünner Straße in Betrieb genommen.
Am 27. Mai 1979 konnte – nach der erfolgten Elektrifizierung und dem Ausbau der Kreuzungsbahnhöfe – die Verlängerung des S-Bahn-Betriebs bis Hollabrunn eröffnet werden (Stundentakt). Im Dezember 1979 wurde in Korneuburg ein neues Mittelstellwerk in Betrieb genommen. Mit Inbetriebnahme des Überwerfungsbauwerkes in Floridsdorf wurde die Strecke für 33 Jahre auf Linksverkehr umgestellt.
Nach der Elektrifizierung der Strecke von Hollabrunn bis Retz wurden ab 26. September 1993 bis zur Fahrplanumstellung im Dezember 2001 einige S-Bahn-Züge bis Retz geführt.
Der Bahnhof Jedlersdorf war der letzte im Kernbereich der Schnellbahn, der keinen gleisfreien Bahnsteigzugang besaß. In Zusammenhang mit dem Neubau des Zentralstellwerkes Floridsdorf wurde 1999 hier ebenfalls mit dem Umbau begonnen. Bemerkenswert dabei ist, dass die südlich des Bahnhofes gelegene Brücke über die Koloniestraße durch eine neue Betonbrücke ersetzt wurde, die Stahlpfeiler der alten Brücke jedoch als ein Fahrradabstellplatz nördlich des Bahnhofes weiterverwendet werden.

#### „Flughafenschnellbahn“ und Strecke nach Wolfsthal (S7)

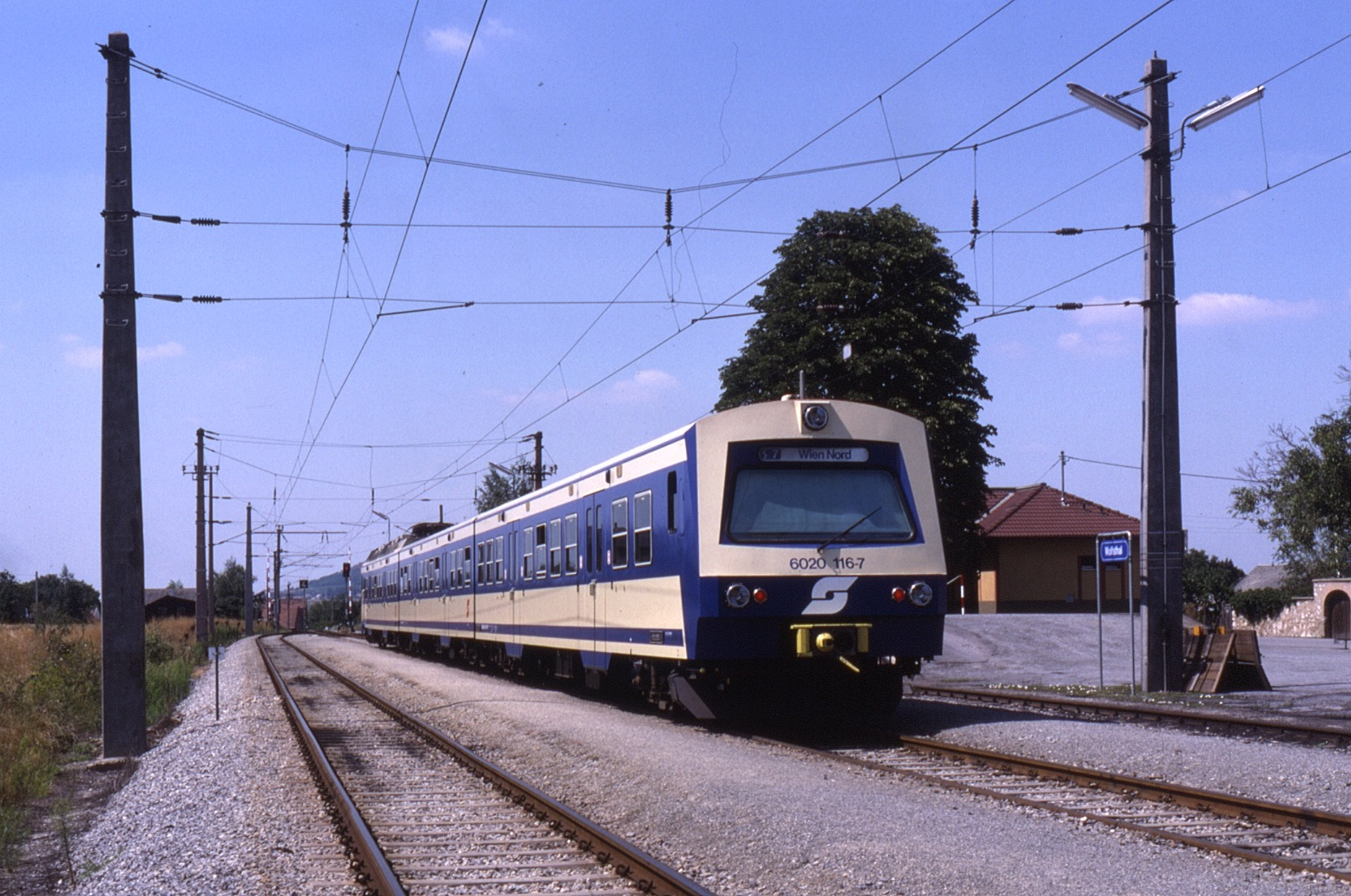
Zug der Linie S7 in der Endstation Wolfsthal

Da nach dem Zweiten Weltkrieg die Stadtstrecke der Pressburger Bahn zerstört war und nicht wiederaufgebaut wurde, benutzten die Züge innerhalb Wiens die Strecke der Aspangbahn. Dieses Stück musste im Gegensatz zur restlichen Strecke im Dampfbetrieb befahren werden.
Mit der Eröffnung der Schnellbahn 1962 wurde diese Teilstrecke ebenfalls elektrifiziert, was den Traktionswechsel unterwegs erübrigte; in den Schnellbahntarif wurde die Strecke jedoch nicht aufgenommen. Taktverkehr im Zweistundenintervall gab es ab 1. Juni 1975. Obwohl schon 1970 Testfahrten stattfanden und danach vereinzelt Züge damit betrieben wurden, waren die Garnituren der Reihe 4030 erst ab diesem Zeitpunkt planmäßig im Einsatz.
In der Hauptverkehrszeit wurde der Betrieb verstärkt. Ab 1964 gab es zu Allerheiligen sehr gut frequentierten Pendelverkehr zwischen den Bahnhöfen Landstraße und Klein Schwechat (heute: Wien Kaiserebersdorf) im Halbstundentakt, weil sich an der Hinterseite des Zentralfriedhofs eine gleichnamige Bahnhaltestelle befindet. Die Lage des Flughafens Wien an der Pressburger Bahn führte dazu, dass der Ausbau der Strecke schon Anfang der 1960er Jahre geplant war; die Realisierung erfolgte aber sehr zögerlich.
Wegen des Baus einer zweiten Piste des Flughafens musste die Trasse ab 19. Mai 1977 in diesem Abschnitt in einen Tunnel verlegt werden. Ab 25. September 1977 wurden zum Flughafen im Einstundentakt gefahren und die Geschwindigkeit geringfügig erhöht. Weitere Verbesserungen blieben aus, es folgten lediglich zähe Verhandlungen zwischen den ÖBB und der Stadt Wien.
Erst 1992 kam wieder Bewegung in die Planungen, bei denen der Linienverlauf im Wiener Stadtgebiet strittig war. Die ÖBB wollten die Züge über die Ostbahn zum Südbahnhof (Ostseite) führen. Die Bezirksvorstehung des 11. Bezirkes verlangte hingegen die Einbindung in die S-Bahn-Stammstrecke.
Seit dem 29. Mai 1994 wird in einem angenäherten Halbstundentakt gefahren. Kurz darauf wurde auf niederösterreichischem Gebiet mit dem Ausbau begonnen. Ab 1996 gab es einen exakten Halbstundentakt. Am 4. Juni 1997 wurde die neue Trasse zwischen Groß Schwechat (heute: Schwechat) und Mannswörth in Betrieb genommen.
Besonders die Flughafen Wien AG forderte aber vehement den vollständigen Ausbau. 1997 wurde dann doch auch der Ausbau auf Wiener Stadtgebiet beschlossen, wobei auch vorgesehen war, mehrere Haltestellen ersatzlos aufzulassen, was dann aber nur bei Zentralfriedhof-Kledering der Fall war. Andere Haltestellen wurden zwar ebenfalls aufgelassen (Simmering Aspangbahn, Klein Schwechat), jedoch durch neue und günstiger gelegene Haltepunkte (Sankt Marx, Geiselbergstraße, Kaiserebersdorf) ersetzt. Bei der Station Rennweg wurden ein kreuzungsfreies Abzweigbauwerk errichtet und die südlich anschließende Strecke in einen Tunnel verlegt, der bis Sankt Marx reicht und daher St. Marxer Tunnel genannt wird. Der Rest der Trasse wurde ebenfalls kreuzungsfrei gestaltet.
Am 24. Mai 1998 wurde die neue Strecke zwischen Mannswörth und dem Flughafen eröffnet. Wegen der Bauarbeiten in Wien wurden die Züge von 1. Juli 2001 bis 14. Dezember 2002 über die Ostbahn zum Südbahnhof geleitet; außerdem wurde ein Schienenersatzverkehr zwischen Schwechat und Simmering eingerichtet. Die Betriebsaufnahme auf der neuen Strecke auf Wiener Gebiet erfolgte mit Fahrplanwechsel am 15. Dezember 2002. Die Planfahrzeit wurde zwar etwas verkürzt, der 30-Minuten-Takt aber beibehalten.
Die Stadt Wien verlangte dichteren Verkehr, doch wurde dies von den ÖBB aus betrieblichen Gründen abgelehnt. Zwar ist auf der neuausgebauten Strecke ein wesentlich dichterer Fahrplan möglich, doch ergeben sich dann Probleme auf der S-Bahn-Stammstrecke, die kaum weitere Züge aufnehmen kann.
Der Ausbau des Flughafens erforderte auch die Erweiterung des Bahnhofs Flughafen Wien. Die Bahnsteige wurden verlängert, die Gleisanlage vergrößert und ein eigener Bereich für den City Airport Train geschaffen. Weiters wurde ein neuer Pistentunnel gebaut.
Die Strecke zwischen Hainburg und Wolfsthal befuhren die Garnituren 4020 zeitweise nur mit einer Ausnahmegenehmigung. Nach dieser durften die Züge aufgrund ihres Gewichtes nur mit maximal 10 km/h fahren.
Mit dem Projekt Wien Hauptbahnhof hat sich die Situation neuerlich verändert; die ÖBB hatten u. a. die Absicht, über diesen neuen Durchgangsbahnhof auch durch den neuen Wienerwaldtunnel und den neuen Lainzer Tunnel kommende Züge aus dem Westen zum Flughafen zu führen. Dazu wurde 2012–2014 mit entsprechenden Entflechtungsbauwerken die niveaugleiche Kreuzung mit der Donauländebahn überflüssig gemacht. Seit Mitte Dezember 2014 gelangen nun Fernzüge vom Hauptbahnhof südlich des Zentralfriedhofs kreuzungsfrei auf die „Flughafenschnellbahn“ und können so direkt zum Flughafen geführt werden.

#### Strecke nach Mödling und Wiener Neustadt (S2, S3, S4)
Schon zu Beginn des S-Bahn-Betriebes 1962 wurden fünf Zugpaare der Stammstrecke auf der Südbahn weitergeführt; die stark befahrene Strecke ließ jedoch keinen Taktverkehr zu. Trotzdem wurde die Zuganzahl immer wieder erhöht, so dass 1972 schon 70 S-Bahn-Züge auf der Südbahn fuhren. Von 1980 bis 1982 verkehrten überdies Züge bis Payerbach-Reichenau.
Zur Einrichtung des Taktverkehrs war der Ausbau der Sicherungsanlagen erforderlich. Um die Hauptgleise vom Anschlussbahnverkehr freizuhalten, wurde am 7. Mai 1979 zwischen Atzgersdorf-Mauer und Liesing ein zusätzliches Gleis für Güterzüge in Betrieb genommen. Deswegen musste die Haltestelle Atzgersdorf-Mauer geringfügig nach Süden verlegt werden. Deren Neueröffnung erfolgte am 8. März gleichen Jahres.
Am 23. Mai 1982 wurde der planmäßige Verkehr der S-Bahn-Stammstrecke im 15-Minuten-Takt bis Liesing aufgenommen. Um auch in Niederösterreich auf der Südbahn dichteren Verkehr führen zu können, wurden ab 1990 im Rahmen des „Nahverkehrsvertrags“ des Bundes mit dem Land Niederösterreich sämtliche Bahnhöfe der Südbahn bis Wiener Neustadt Hbf umgebaut und mit neuen Sicherungsanlagen ausgestattet.
1991 wurde vorerst der Stundentakt bis Wiener Neustadt eingeführt. Für den dichteren Betrieb bis Mödling mussten schienengleiche Eisenbahnkreuzungen beseitigt, neue Unterführungen errichtet, Gleisanschlüsse zu Betrieben adaptiert, neue Schaltgerüste gebaut und Weichen für höhere Geschwindigkeiten umgebaut werden. Der Bahnhof Mödling wurde besonders aufwändig umgebaut. Er erhielt eine Wendeanlage und einen zweiten Inselbahnsteig mit der Folge, dass es heute keinen Hausbahnsteig mehr gibt. Da die vorhandene Unterführung zu gering dimensioniert war, musste diese verbreitert werden. Nach Fertigstellung der Umbauarbeiten konnte ab 1998 der planmäßige 15-Minuten-Takt der S-Bahn-Stammstrecke statt bis Liesing bis Mödling geführt werden.

### S-Bahn-Verkehr von und zu Wiener Kopfbahnhöfen
Ein Vorläufer der S-Bahn waren die sogenannten „Pendler“, im amtlichen Sprachgebrauch Kurzzug genannt, die ab 1929 auf der Westbahn, der Franz-Josefs-Bahn sowie der 1932 eingestellten Flügelbahn Mödling–Laxenburg im Pendelbetrieb verkehrten. Bei dieser Art des Wendezugbetriebs befand sich das Triebfahrzeug in der Mitte des Zuges, das daher an den Endbahnhöfen nicht umsetzen musste.

#### Franz-Josefs-Bahn und Tullnerfelder Bahn (S40)

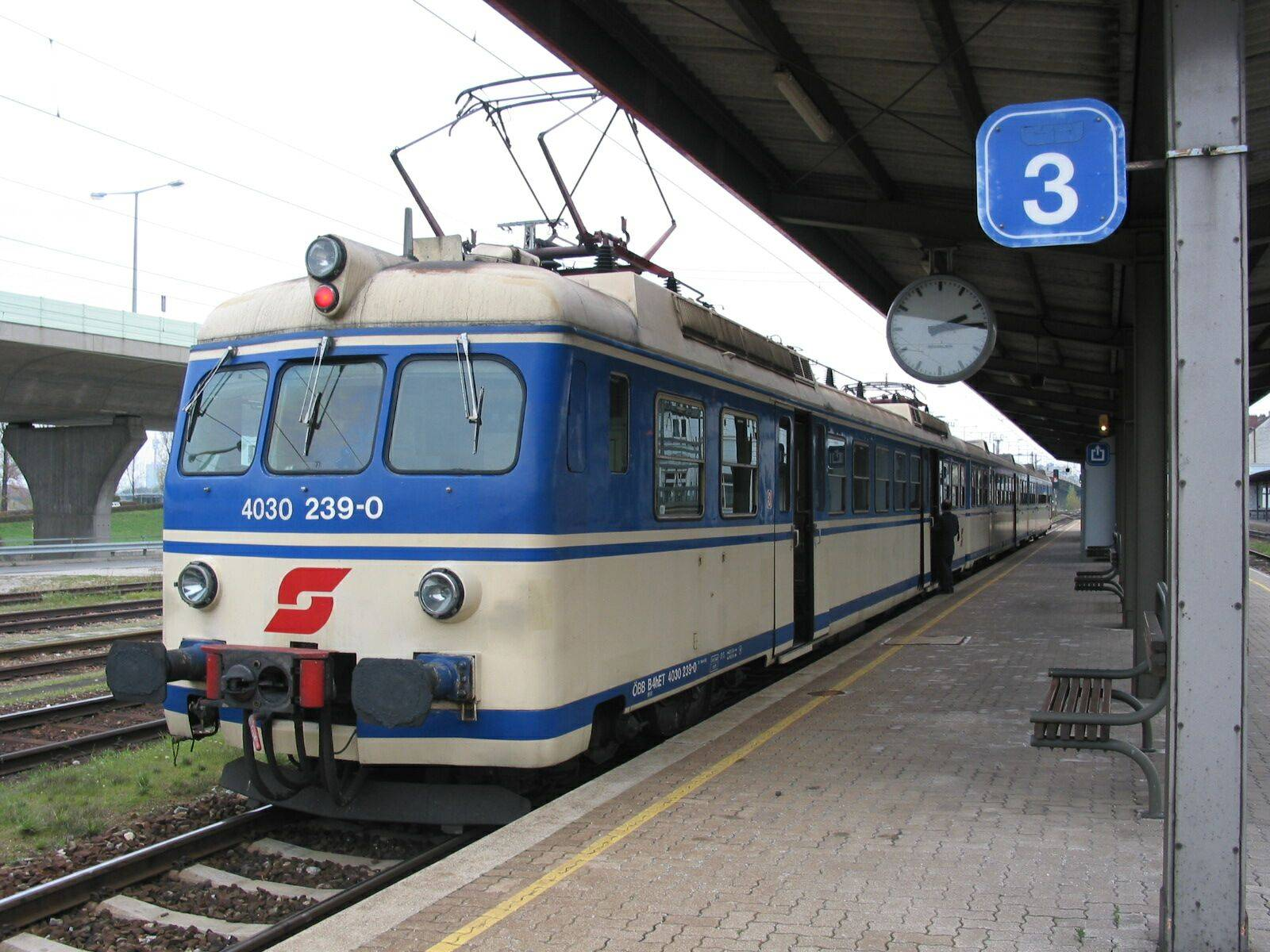
Zug der inzwischen ausgemusterten Reihe 4030 auf der Linie S40 in Nussdorf

Diese Bahn war das zweite wichtige Einsatzgebiet des „Pendlers“, der hier insbesondere für den Bäderverkehr zu den Strombädern an der Donau Bedeutung hatte. Hier wurden später ebenso Diesellokomotiven verwendet, wobei es sich oft um Verschublokomotiven handelte (Reihen 2060, 2062, 2067). Die Reihe 2050 wurde ebenfalls eingesetzt.
Zwischen dem Franz-Josefs-Bahnhof und Tulln wurde ab 1. Juni 1965 S-Bahn-Verkehr im Stundentakt eingerichtet, der jedoch bald verwässert und erst 1975 wiedereingeführt wurde. Da die Strecke noch nicht elektrifiziert war, wurden Dieseltriebwagen der Reihen 5046 und 5146 mit entsprechenden Zwischen- und Steuerwagen eingesetzt.
Am 29. September 1978 wurde der elektrische Betrieb aufgenommen. In Tulln entstand ein Unterwerk. Nun wurden Triebwagen der Reihe 4030 eingesetzt, außerdem gab es lokbespannte Züge mit der Reihe 1042. 1985 wurde der Verkehr verdichtet mit halbstündigem Intervall in der Hauptverkehrszeit. Außerdem wurden nun Bahnhöfe und Sicherungsanlagen ausgebaut. Anfang 1990 wurden auf der FJB Doppelstockzüge der SBB getestet, die an beiden Enden mit Lokomotiven der Reihe 1042 bespannt waren.
Im Oktober 2002 wurde die Haltestelle St. Pölten-Traisenpark eröffnet. Am 12. Dezember 2004 wurde die Haltestelle (Wien) Kahlenbergerdorf außer Betrieb genommen.
Nach Fertigstellung der neuen Westbahnstrecke mit dem Fernverkehrsbahnhof Tullnerfeld wurde 2013 der reguläre, zuvor eingestellte stündliche Zugverkehr zwischen Tulln und St. Pölten wiederaufgenommen.
Ab Dezember 2013 wurden fast ausschließlich Züge des Typs ÖBB 4020 als Schnellbahnen und zum Teil auch als Regionalzüge eingesetzt, welche die eigentlich neueren Garnituren der Reihe 4024 wieder ersetzten. An Wochenenden kamen verstärkt Züge 4024 zum Einsatz. Ab Dezember 2016 setzten die ÖBB zunehmend die neuen Reihen 4744 und 4746 (Siemens Desiro ML mit 4/6 Türen) ein, welche den Verkehr im Mischbetrieb mit der Reihe 4020 bestreiten. Jedoch endete deren Einsatz wieder mit Dezember 2019, ehe sie seit Herbst 2022 neuerlich vereinzelt planmäßig eingesetzt werden. Zum Großteil teilen sich den Fahrgastbetrieb die Reihen 4020 und 4024, manchmal 4124, wobei die TALENT-Züge am Wochenende eher dominieren; unter der Woche werden sie hauptsächlich auf der Relation Wien FJB – Tulln Stadt eingesetzt, die 4020 dominieren im Abschnitt Tulln Stadt – St. Pölten Hbf.
Ab Dezember 2021 sind wieder fast ausschließlich Triebwagen der Reihe 4020 unterwegs. Zusätzlich wendete – aufgrund des Umbaues des Franz-Josefs-Bahnhofes – die Schnellbahnlinie 40 bis Dezember 2022 am Bahnhof Heiligenstadt.

#### Westbahn (S50)
Die Westbahn war das bekannteste Einsatzgebiet des historischen „Pendlers“, der dort (im Anschluss an die Wiener Elektrische Stadtbahn) zwischen Hütteldorf und Unter Purkersdorf eigene Gleise befuhr. Er diente dem Ausflugsverkehr in den Wienerwald und als Verbindung entstandener Wohnsiedlungen mit der Stadt. Anstelle der ursprünglich vorgesehenen Lokomotiven der Reihe 112 wurden hauptsächlich die Reihen 229 und 30 verwendet. Nach dem Zweiten Weltkrieg kamen auch andere Dampflokomotiven zum Einsatz.
Diese Betriebsform wurde nach der Elektrifizierung mit Triebfahrzeugen der Reihen 1161, 1073 und 1080 beibehalten. Erst später wurden die Triebzüge Reihe 4030 verwendet. Aufgrund der sehr geringen Inanspruchnahme wurde der Pendler mit dem Sommerfahrplan 1972 eingestellt und durch die Autobuslinie 50B ersetzt, die vom Kraftwagendienst der ÖBB im Auftrag der Wiener Linien betrieben wird.
Zwischen dem Westbahnhof und Tullnerbach-Pressbaum gab es seit 1963 einen angenäherten Taktverkehr mit der Reihe 4030, der im folgenden Jahr bis Rekawinkel verlängert wurde. 1974 wurde ein exakter Taktfahrplan eingeführt. Einige Züge fuhren weiter bis Neulengbach, ab 1975 waren es dann alle. Anfänglich waren die 4030er-Garnituren vierteilig mit zwei Zwischenwagen. Wegen der zunehmenden Belegung der Westbahn durch andere Züge wurde die Endstation dieses Taktbetriebes später sukzessive wieder in Richtung Wien verschoben. Auf dieser Strecke wurden versuchsweise die ersten Nichtraucherzüge eingeführt. Ab 2. August 2004 wurden auf dieser Linie Wendezüge verwendet, 2005 begann der Einsatz von 4024er-Garnituren. Ab 13. Dezember 2015 war Neulengbach der Endpunkt und wurde stündlich bedient. Mit dem Fahrplanwechsel am 10. Dezember 2023 wurde ein durchgehender 30-Minuten-Takt auf der Linie S50 zwischen Wien Westbahnhof und Eichgraben-Altlengbach angeboten. Da Neulengbach von der S-Bahn nurmehr zu Betriebsbeginn/-ende von der Linie S50 bedient wird, wurden die Haltestellen Hofstatt und Unter Oberndorf aufgelassen. Zwischen Wien Westbahnhof und Unter Purkersdorf wird die Linie S50 zu einem 15-Minuten-Takt verdichtet.

#### Ostbahn (S60)
Zwischen dem Südbahnhof (Ostseite) und Bruck an der Leitha gab es seit dem 1. Juni 1975 Zweistundentakt mit Dieseltriebwagen der Reihe 5145, nach Elektrifizierung der Strecke (1974/1975) mit der Reihe 4030. Für den Verkehr nach Neusiedl am See musste bei Parndorf eine neue Abzweigung aus Richtung Wien errichtet werden, da die alte Abzweigung wegen der Zugehörigkeit dieses Gebietes zu Ungarn (bis 1921) aus Richtung Budapest erfolgte. Im Zuge dessen wurde auch die neue Haltestelle Parndorf Ort angelegt. Die neue Abzweigung wurde ab 27. Mai 1979 befahren.
Der elektrische Betrieb nach Neusiedl am See wurde am 30. September 1979 aufgenommen, wobei der Bahnhof zusätzliche Bahnsteige erhielt. Zeitweise wurde der Schnellbahnbetrieb auch auf der eigentlichen Hauptstrecke bis zum Grenzbahnhof Nickelsdorf ausgedehnt. Diese Züge fuhren unter der Linienbezeichnung S65 ab Wien Südbahnhof. 2018 wird der Verkehr fast zur Gänze von Triebwagen der Reihe 4124 erbracht. Einzelne Leistungen zwischen Bruck an der Leitha und Wien werden mit Raaberbahn-Triebwagen der Reihe 4744 (ventus) gefahren. In Ausnahmefällen, meist beim Ausfall eines Talentes, kommt die Reihe 4020 zum Einsatz.
Seit Dezember 2015 werden die Züge der S60 über Wien Hauptbahnhof, Meidling und die Pottendorfer Linie nach Ebenfurth und Wiener Neustadt Hbf geführt, nachdem sie davor mehrere Jahre zur Westbahn geleitet wurden.

#### Ostbahn (S80)
1965 wurden Versuchsfahrten mit Dampflokomotiven zwischen Südbahnhof (Ostseite) und der Haltestelle Erzherzog-Karl-Straße unternommen, um das immer stärker besiedelte Gebiet im 22. Bezirk zu erschließen. Tatsächlich wurden dann ab 28. Mai 1967 Dieseltriebwagen im Stundentakt eingesetzt. Da die Zahl der Fahrgäste jedoch hinter den Erwartungen zurückblieb, wurde das Intervall später teilweise auf zwei Stunden verlängert, und statt der ursprünglich vorgesehenen Triebwagen der Reihen 5145 und 5045 wurden Fahrzeuge der Reihen 5041 und 5044 eingesetzt. 1975 wurde der Stundentakt wieder eingeführt.
Der elektrische Betrieb wurde am 3. Juni 1973 bis Stadlau und am 2. August 1976 bis zur Erzherzog-Karl-Straße aufgenommen.
Der Einsturz der Reichsbrücke führte dazu, dass auf diesem Ast der Ostbahn noch am gleichen Tag ein Ersatzverkehr für die eingestellten Straßenbahnlinien im annähernden 30-Minuten-Takt mit einem zusätzlichen Dieseltriebwagen aufgenommen wurde, der auch mit Fahrkarten der Wiener Verkehrsbetriebe benutzt werden konnte. Nachdem noch am Nachmittag Versuchsfahrten mit 4030-Garnituren durchgeführt wurden, kamen diese ab dem folgenden Tag planmäßig zum Einsatz. Wegen der starken Frequenzzunahme blieb der Einheitstarif selbst nach Beruhigung der Lage bestehen. Lediglich die Zuganzahl wurde nach Inbetriebnahme der Reichsbrücken-Ersatzbrücke wieder reduziert.

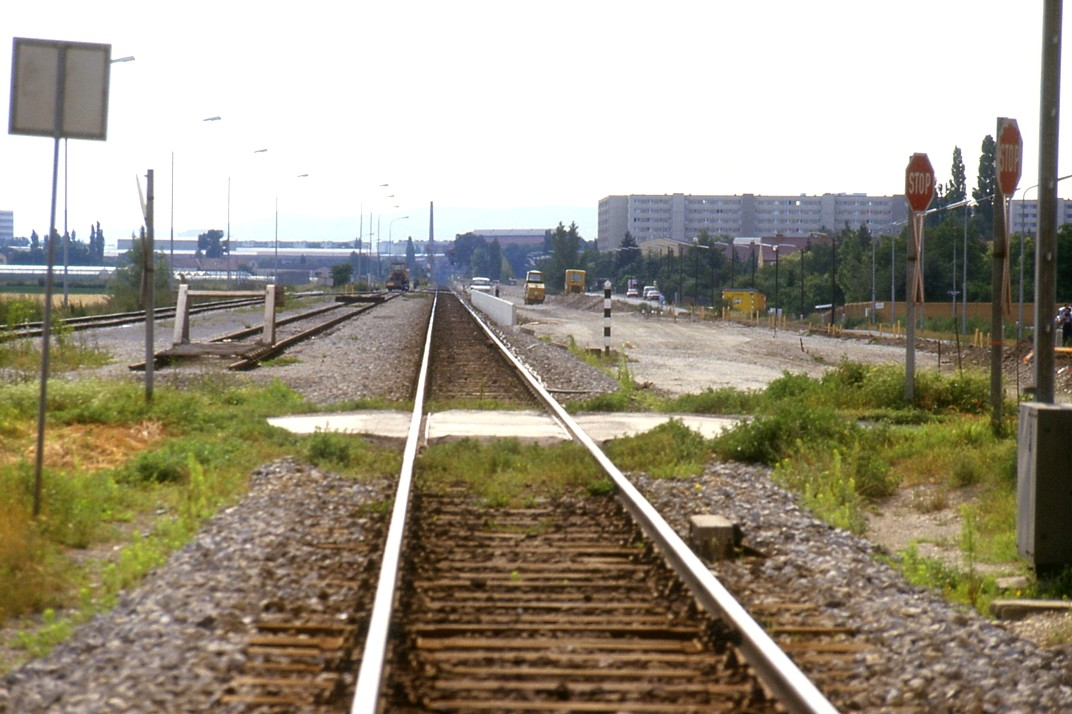
Errichtung der Haltestelle Hausfeldstraße, 1986

Die zunehmende Bebauung des 22. Bezirkes machte eine Verlängerung notwendig, und die Strecke wurde am 31. Mai 1980 um eine Haltestelle bis Hirschstetten-Aspern verlängert. Am 31. Mai 1987 erfolgte eine weitere Verlängerung um eine Haltestelle bis zur Hausfeldstraße. 1991 wurde ein 30-Minuten-Intervall eingeführt. Der Einsatz von 5145-Garnituren kam auf dieser Linie immer wieder vor, allerdings nicht aus Fahrzeugmangel, sondern zumeist wegen Fahrleitungsabschaltungen. Die Verlängerung der Autobahn Südosttangente führte im Bereich von Stadlau bei der Bahn ebenfalls zu massiven Umbauarbeiten, die 1992 im Wesentlichen abgeschlossen waren. Die bis dahin recht primitiv gestaltete Haltestelle Erzherzog-Karl-Straße erhielt dabei einen Mittelbahnsteig und Aufzüge.

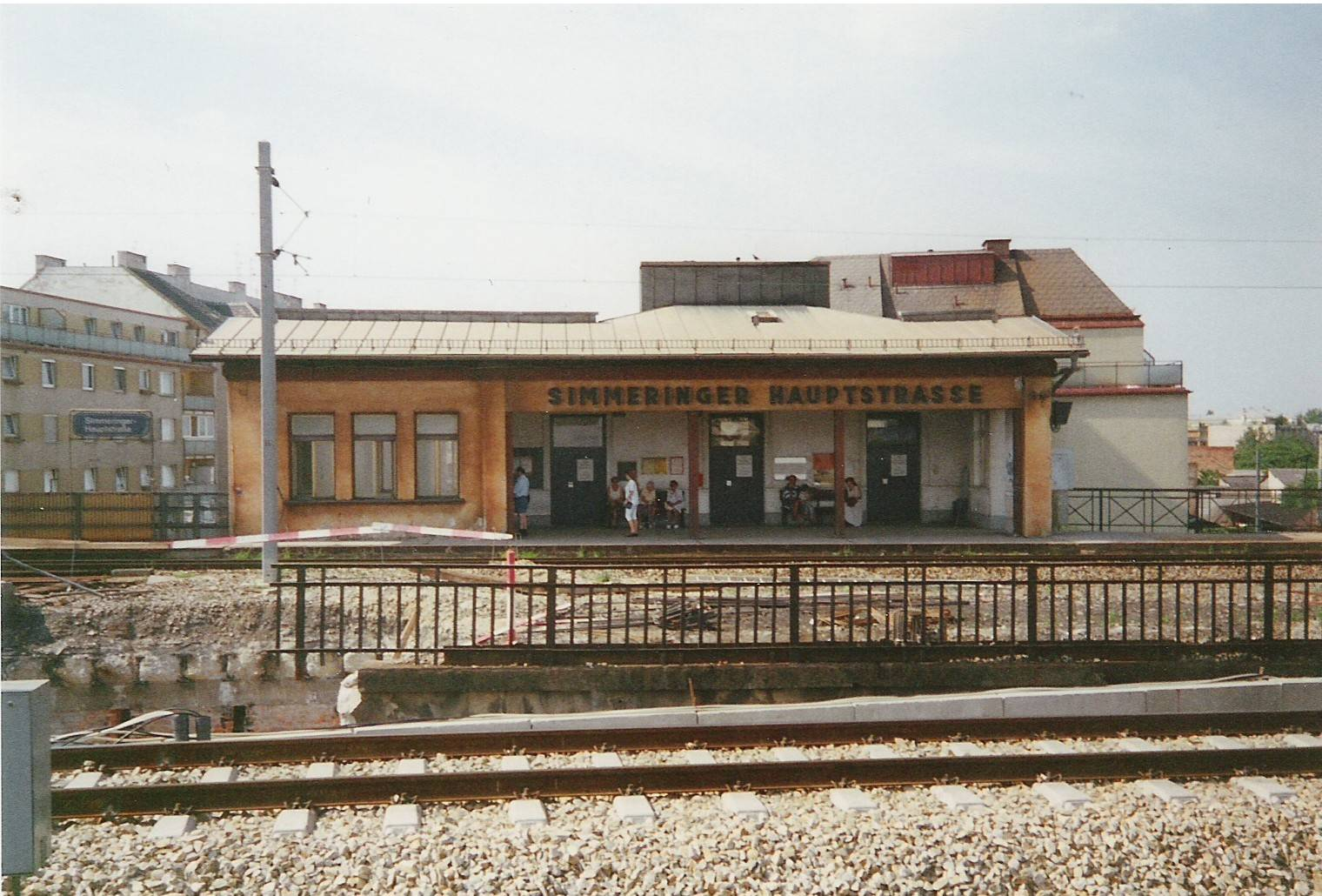
Die frühere Haltestelle Simmeringer Hauptstraße

Wie zuvor schon die Nordbahnbrücke musste die Stadlauer Ostbahnbrücke wegen des Baues des Kraftwerks Freudenau angehoben werden, weil durch den Aufstau der Donau der Wasserspiegel stark steigen würde. Die Strecke wurde daher vom 30. Juni bis zum 4. August 1995 gesperrt. Der Ersatzverkehr war jedoch weniger aufwändig als auf der Stammstrecke. Die Züge fuhren teilweise ab der Erzherzog-Karl-Straße nach Leopoldau (Stammstrecke), und zwischen den Haltestellen Haidestraße und Erzherzog-Karl-Straße wurde ein Schienenersatzverkehr eingerichtet.

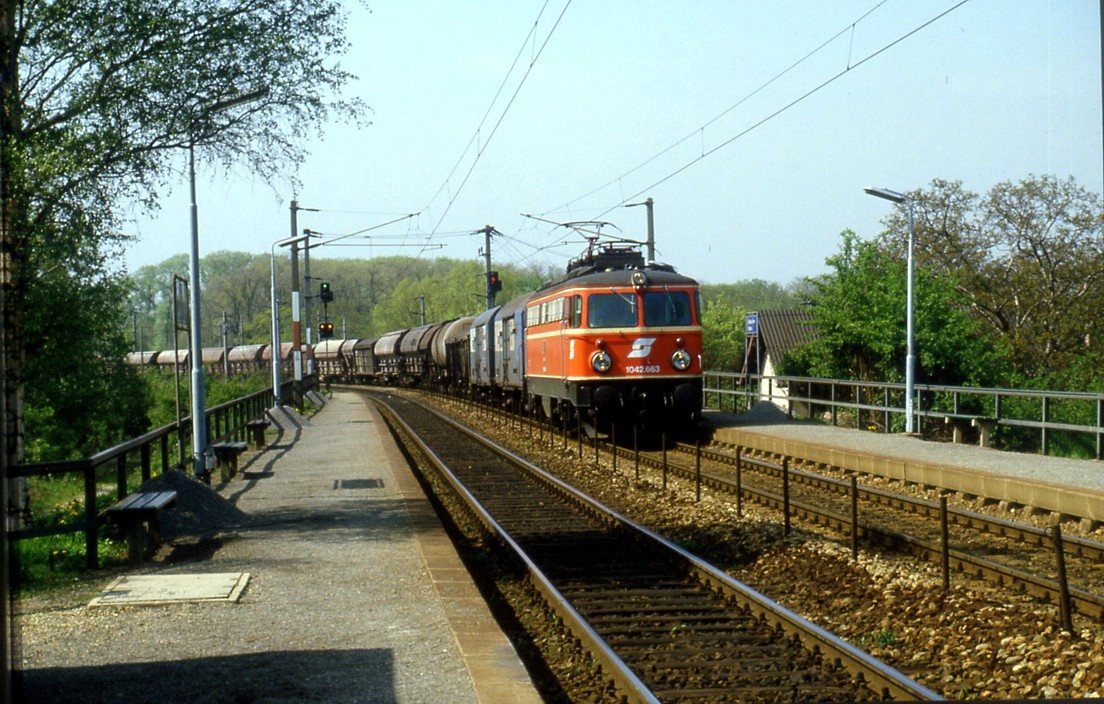
Ursprüngliche Haltestelle Stadlauer Brücke-Lusthaus, 1984

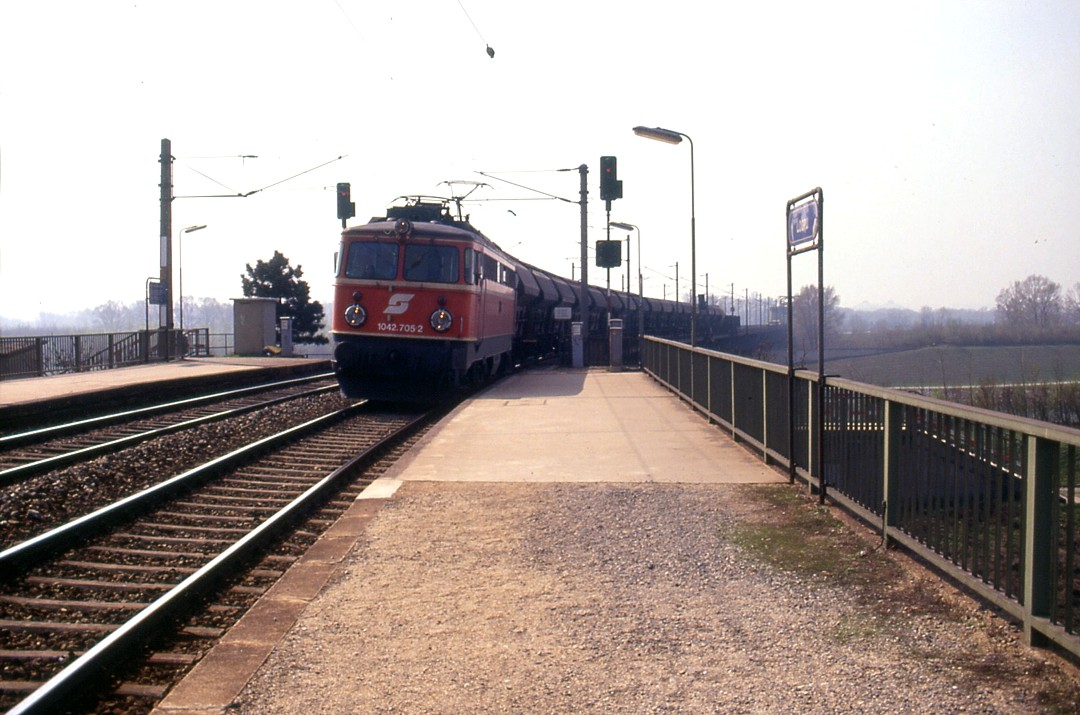
Ursprüngliche Haltestelle Lobau, 1991

Infolge der Brückenhebung wurden die Haltestellen Stadlauer Brücke-Lusthaus und Lobau stillgelegt. Erstere wurde jedoch am 8. Jänner 1996 unter dem Namen Praterkai wiedereröffnet. Die Auflassung der Haltestelle Lobau führte zu Bürgerprotesten, sodass auch diese wiedererrichtet und – nachdem schon am 2. Juni 1996 ein Fest gefeiert wurde – am 30. August wieder planmäßig in Betrieb genommen wurde. Die Station Lobau sollte mit der Eröffnung der U-Bahn Linie U2 zur Aspernstraße am 2. Oktober 2010 wieder aufgelassen und funktional durch die neuen Stationen Stadlau (S80 und U2) sowie Donaustadtbrücke (U2) ersetzt werden. Auch gegen diese geplante Auflassung gab es in der Bevölkerung Widerstand, sodass die Schließung dieser Station erst am 14. Dezember 2014 erfolgte. Im April 2016 wurde mit den Abbrucharbeiten an der Station begonnen.
Größere Umbauten verursachte die Verlängerung der U-Bahn-Linie U3 nach Simmering. Für die S-Bahn wurde als Ersatz für die Haltestelle Simmeringer Hauptstraße, die östlich der gleichnamigen Straße lag, ein neuer Bahnhof westlich der Straße errichtet und direkt mit der Endstation der U3 verknüpft. Dazu waren zahlreiche Dammschüttungen und Brückenneubauten notwendig. Die Anlagen wurden viergleisig ausgebaut, was vornehmlich der verbesserten Einfahrt in den Zentralverschiebebahnhof dient. Die Eröffnung erfolgte gleichzeitig mit der U-Bahn am 2. Dezember 2000. Im Jahr 2005 gab es einen 20-Minuten-Takt, doch wurde dieser mit dem folgenden Fahrplanwechsel wieder ausgedehnt. Ab diesem Zeitpunkt gab es nurmehr einen nicht ganz regelmäßigen halbstündlichen Verkehr, wobei dieselbetriebene Züge der Ostbahn einbezogen sind. Seit Dezember 2019 gibt es wieder einen regelmäßigen 30-min-Takt.
Von Dezember 2012 bis Dezember 2015 wurde die S80, ermöglicht durch die Teilinbetriebnahme des Wiener Hauptbahnhofes, über diesen und die Pottendorfer Linie nach Wiener Neustadt Hbf verlängert. Dieser Ast wird nunmehr von der S60 bedient; die S80 verkehrt seit Dezember 2015 von Wien Hirschstetten bis zum Bahnhof Wien Hütteldorf an der Westbahn und bis Dezember 2019 teilweise weiter bis Unter Purkersdorf. Dabei kommen teilweise die neuen ET der Reihe 4746 zum Einsatz.
Von 19. Mai 2017 bis zum 9. Dezember 2018 war die S80 im Bereich Wien Erzherzog-Karl-Straße und Wien Hirschstetten wegen des zweigleisigen Ausbaus der Marchegger Ostbahn eingestellt. Seit 9. Dezember 2018 verkehrt die S80 bis zur neuerrichteten Haltestelle Wien Aspern Nord und ist somit die längste Schnellbahnlinie innerhalb von Wien. Aufgrund des hohen Fahrgastaufkommens der Linie S80 wurde seit 15. Dezember 2019 wieder ein 30-Minuten-Takt eingeführt. Umbauarbeiten an der Stammstrecke bedingten einen Ausfall der Station Matzleinsdorfer Platz zwischen Dezember 2020 und Mitte 2022.

## Stationen

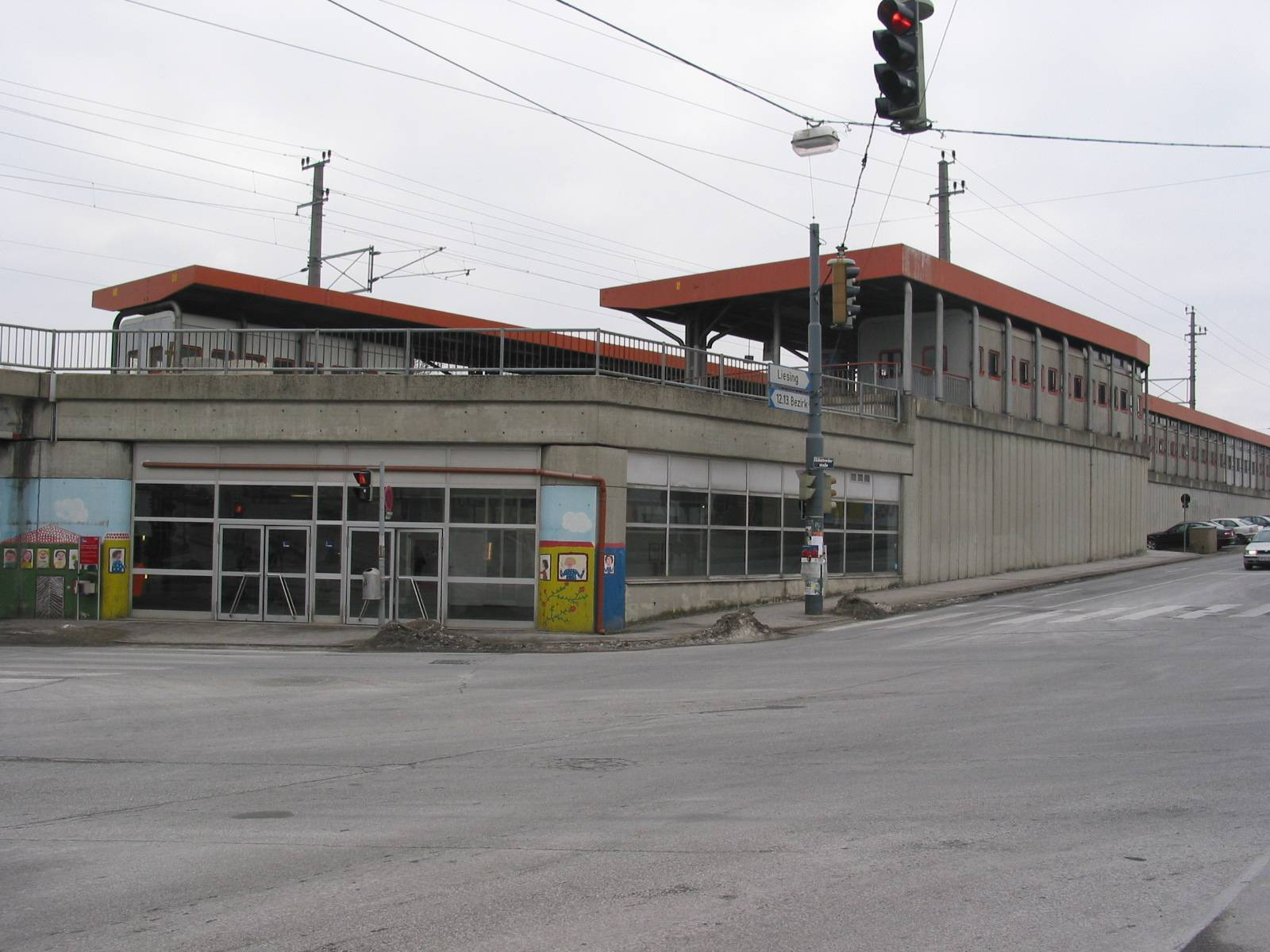
Atzgersdorf-Mauer (heute: Wien Atzgersdorf) im typischen Röhrenstil

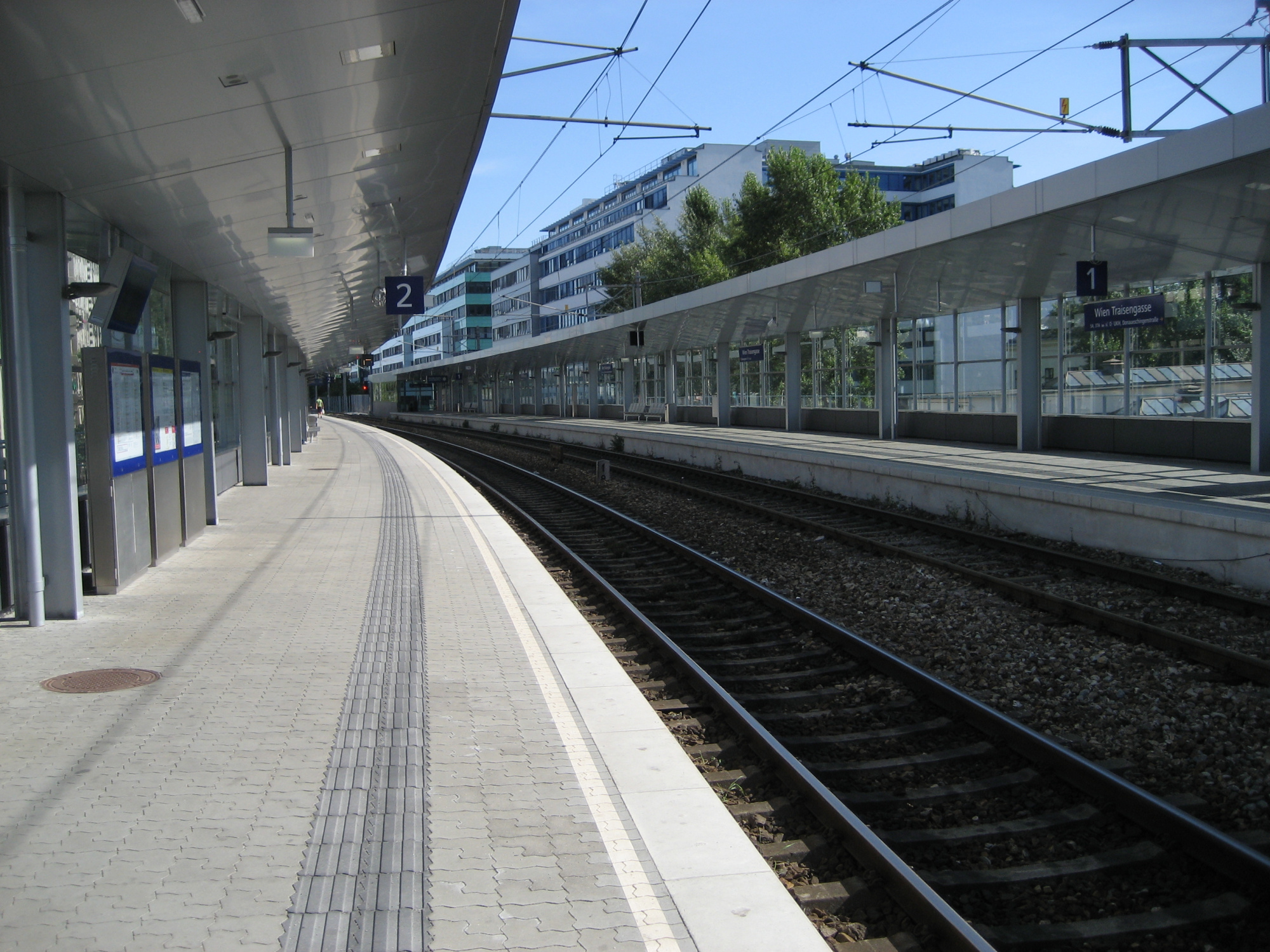
Station Wien Traisengasse; umgebaut 2007–2009

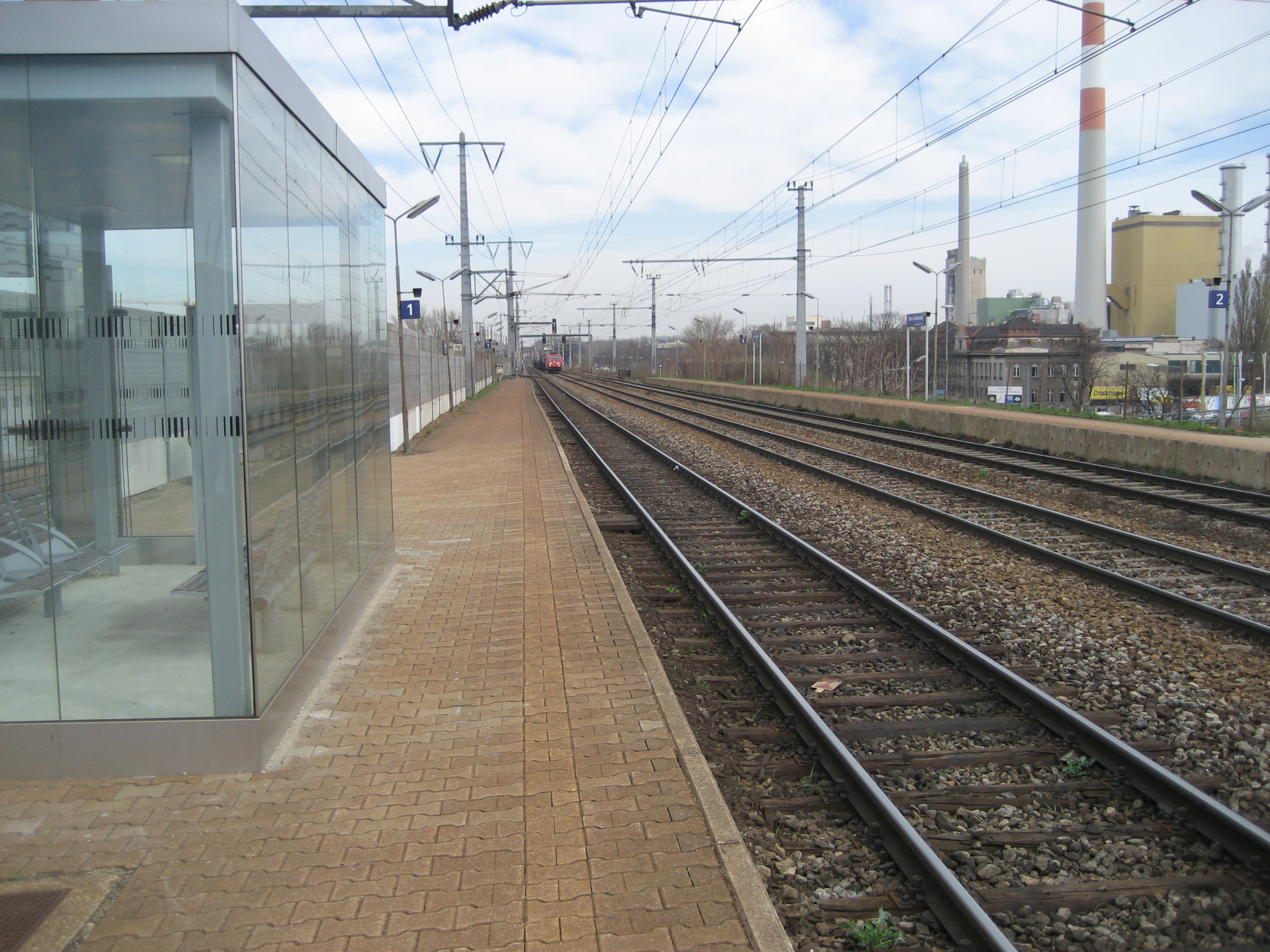
Wien Haidestraße an der Laaer Ostbahn

Die S-Bahn-Stationen zeichnen sich nur bedingt durch ein einheitliches Corporate Design aus. Auf der Stammstrecke machte man anfangs reichlich von weißen und gelben Kacheln Gebrauch, die vorhandenen Stahltragwerke wurden blau gestrichen. Blau wurde dann auch die Leitfarbe für die S-Bahn, in der Fahrzeuge und Logo ausgewiesen wurden. Auch auf Netzplänen werden die S-Bahn-Linien blau eingezeichnet.
Mitte der 1970er Jahre veranstaltete die Hochbauabteilung der ÖBB-Baudirektion einen Ideenwettbewerb für Haltestellengebäude im Nahverkehr. Voraussetzungen waren ein einheitliches Erscheinungsbild, Vandalismusresistenz und geringer Erhaltungsaufwand. Aus der Kombination der Entwürfe für die ersten beiden Preise entstand dann eine Art Baukastensystem im „Röhrenstil“. 1978 wurde im Bahnsteigbereich des Bahnhofs Korneuburg das erste dieser Bauwerke errichtet.
Im Zuge der nach dem Jahr 2000 einsetzenden „Bahnhofsoffensive“ der ÖBB wurden etliche Bahnhöfe neugebaut, darunter auch einige an S-Bahn-Strecken. Obwohl sie von verschiedenen Architekten stammen, zeichnen sie sich alle durch reichliche Verwendung von hochwertigen Materialien wie Glas und Stahl aus. Im S-Bahn-Bereich betraf dies als ersten den Bahnhof Baden, der von den Architekten Henke & Schreieck gestaltet wurde. Eine besonders umfassende Erneuerung wurde bis 2008 im Bahnhof Wien Praterstern realisiert.
Im Juli und August 2017 wurde an den Stationen der Stammstrecke neue rosa Tafeln aufgehängt, welche zur besseren Orientierung beitragen sollen. Auf den Tafeln stehen die beiden Außengrenzen der Stammstrecke (Floridsdorf und Meidling), je nachdem in welche Richtung die Züge auf dem Bahnsteig fahren. Nach dem gleichen Prinzip erhielt die Vorortelinie hellgrüne Tafeln.

## Fahrzeuge
Dieses Kapitel befasst sich mit den Fahrzeugen in Zusammenhang mit der S-Bahn. Gab es anfangs mit den Farben Elfenbein, Gelborange und Saphirblau auf der Reihe 4030 eine eigene Lackierung für die Schnellbahnzüge, wurden diese ab 1978 durch die Triebwagenfarben der ÖBB Ultramarinblau und Elfenbein (später Grauweiß) abgelöst, welche auf der Reihe 4020 aber auch auf den 4030ern zur Anwendung kam. Seit 2004 werden die Schnellbahnzüge mit Ausnahme vieler Triebwagen der Reihe 4020 im aktuellen Nahverkehrs-Lackschema der ÖBB lackiert. Bis 2016 war das die CRD-Lackierung (einem rot-grauen Schrägdesign), in der die 4024 und einige wenige 4020 Züge gehalten sind. Nunmehr werden alle Fahrzeuge mit Ausnahme der 4020 ins Cityjet-Design der Reihen 4744 und 4746 umlackiert.

### Reihe 4030

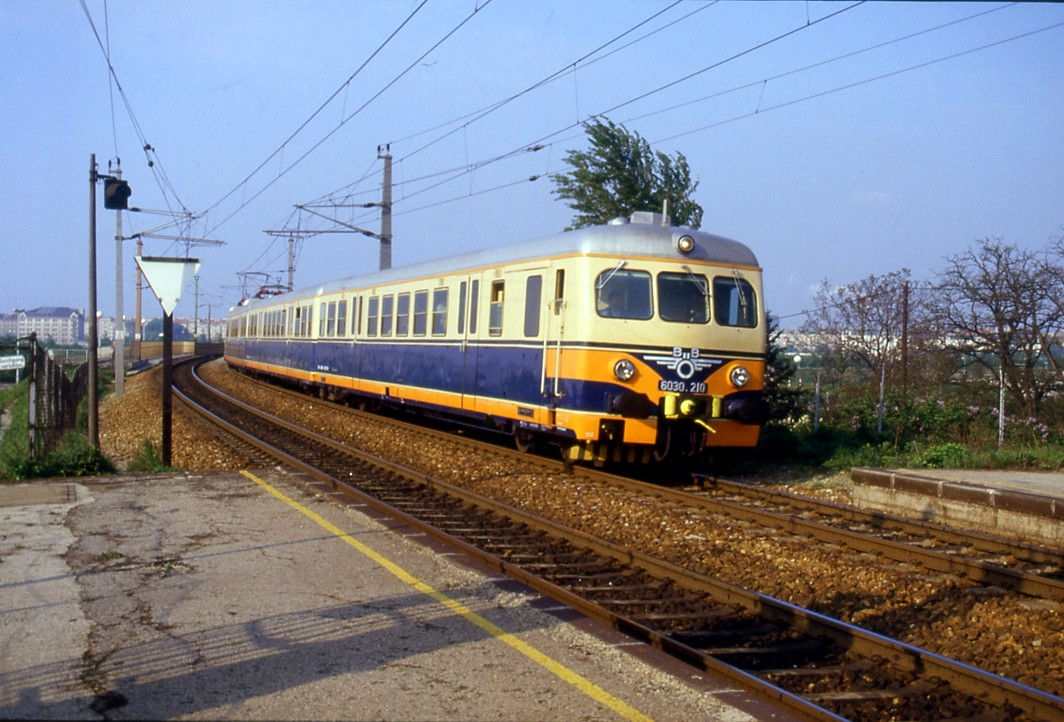
Garnitur der Reihe 4030 bei der ehemaligen Station Strandbäder

Nachdem die ÖBB geprüft hatten, völlig neue Fahrzeuge anzuschaffen, die geforderten Preise der Industrie aber zu hoch waren, entschieden sie sich zur Beschaffung von modifizierten Triebwagen der Reihe 4030 von der Firma SGP, die schon seit 1956 im Einsatz waren. Diese bestanden aus einem Triebwagen, einem Zwischenwagen und einem Steuerwagen. Die Garnituren mit den Nummern 23 bis 26 dieser Serie wurden für den S-Bahn-Betrieb noch mit automatischen, druckluftbetätigten Türen und Scheibenbremsen ausgestattet und dann als Reihe 4030.100 bezeichnet. Die ersten zwei Garnituren der Reihe 4030.100 waren ab 1960 zwischen Hütteldorf und Purkersdorf im Einsatz. Die eigentlichen Schnellbahnfahrzeuge trugen die Reihenbezeichnung 4030.200; von den anfänglich bestellten fünfzehn Stück waren zum Zeitpunkt der Betriebsaufnahme erst drei verfügbar, sodass auch Triebwagen der Reihe 4030.0 aushelfen mussten. Dies behinderte allerdings den Betrieb, da die 4030.0 keine Vielfachsteuerung hatten und die Türen handbetätigt waren.
Die Reihe 4030.200 hatte im Vergleich zu den Vorgängergarnituren wesentlich leichtere Sitze ohne Kopfstützen sowie leichtere Drehgestelle, was sich in einer Gewichtsreduktion von 17 Tonnen pro Garnitur bemerkbar machte. Außerdem besaß jede Garnitur ein Gepäckabteil. Durch den starken Betrieb kam es bald zu übermäßiger Spurkranzabnützung; die Fahrzeuge erhielten daher eine automatische Spurkranzschmierung eingebaut. Der Innenraum war dreigeteilt, wobei die kleinen Endabteile für Raucher vorgesehen waren, sodass das Verhältnis zu den Nichtraucherplätzen 1:1 betrug. Ab 28. Mai 1972 wurde dies dahingehend geändert, dass nurmehr der Zwischenwagen für Raucher vorgesehen war, wodurch das Verhältnis 1:2 war. Dies war dann auch bei der Reihe 4020 der Fall. Zehn weitere Garnituren wurden ab Ende 1965 geliefert, die ein neuartiges Drehgestell (SGP Type V) aufwiesen. 1969 kamen dann weitere vier Garnituren der Reihe 4030.0 zum Umbau, diese wurden anschließend als 4030.3 bezeichnet. Ab 1975 geschah das auch mit den restlichen Fahrzeugen der Reihe 4030.0.
Als 1972 eine Nachlieferung erfolgte, wurden die Garnituren an den Enden mit Scharfenbergkupplungen ausgestattet; außerdem wurden sie mit einem Schutztrittbrett und Außenlautsprechern ausgerüstet. In der Folge wurden auch die vorhandenen Fahrzeuge umgebaut, inklusive 4030.0 und 4030.3. Anfänglich war auf den Vorderseiten der Fahrzeuge noch das Flügelrad der ÖBB angebracht, später das S-Bahn-Logo und zuletzt das neue ÖBB-Logo. Der letzte Einsatz auf der S-Bahn-Stammstrecke fand am 13. Dezember 2003 statt, auf der S50 verkehrten sie planmäßig noch bis 1. August 2004, vereinzelt noch bis zum 31. Dezember.

### Reihe 4020

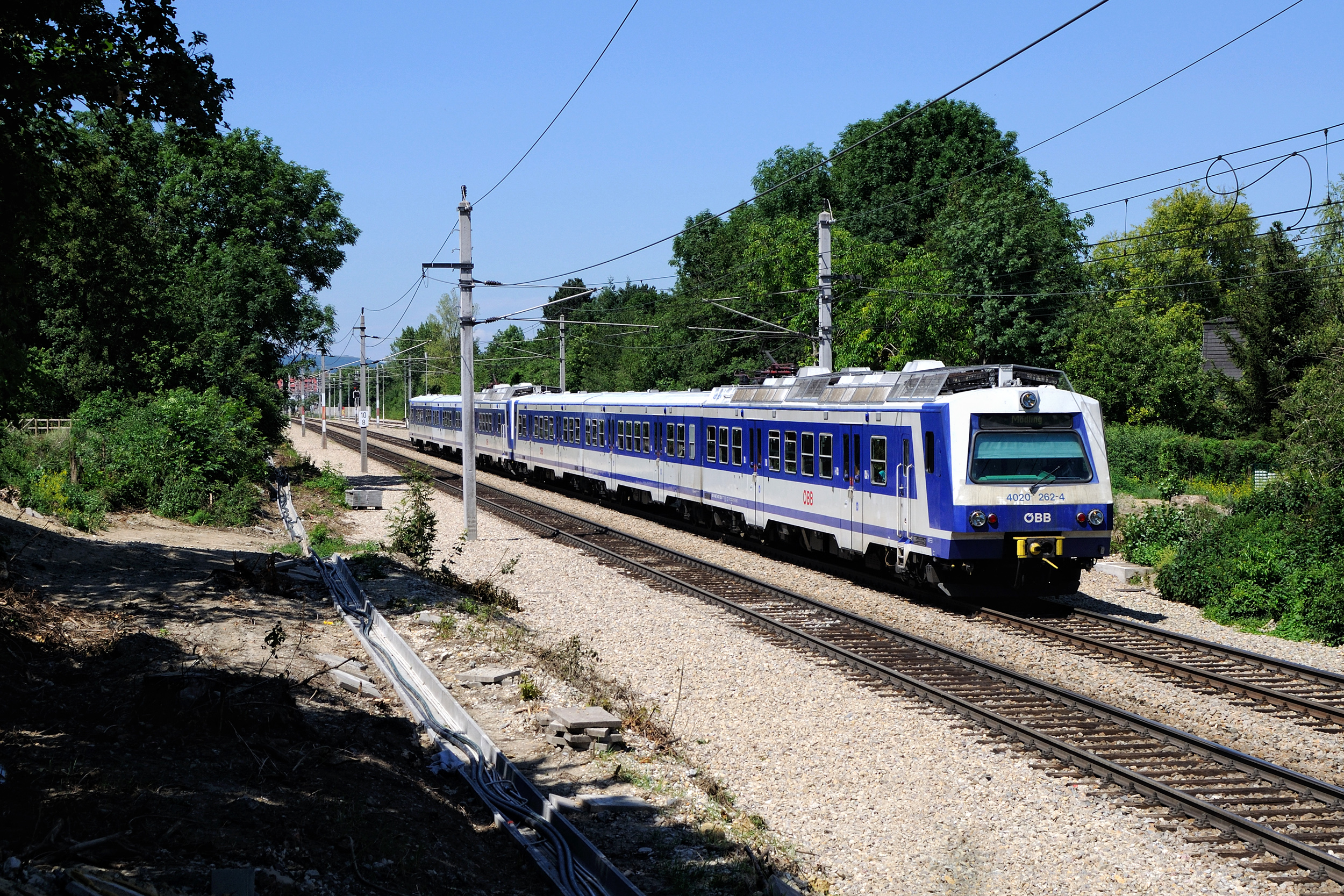
Garnitur der Reihe 4020 auf der Südbahn

Schon ab 1970 machte man sich Gedanken über eine neue Fahrzeuggeneration. Nachdem Testfahrten mit der Baureihe 420 der DB nicht die gewünschten Ergebnisse erbrachten, entschied man sich 1975 für eine Weiterentwicklung der Reihe 4030 der Firma SGP. Bei der Reihe 4020 handelt es sich um thyristorgesteuerte, dreiteilige Garnituren aus Trieb-, Zwischen- und Steuerwagen. Die Fahrzeuge sind schon von Haus aus mit einer Scharfenbergkupplung ausgerüstet. Unterschiede zur Reihe 4030 sind weiters die Zugzielanzeige, nichtabgeteilte Innenräume, breitere Türen und die größere Höchstgeschwindigkeit von 120 km/h. Mit einer Lieferfristüberschreitung von mehr als einem halben Jahr wurde das erste Fahrzeug im Oktober 1978 abgeliefert. Die Zulassung erfolgte am 1. Dezember 1978, dann folgten erste Fahragsteinsätze auf der heutigen S80. Nach einigen technischen Problemen und Probefahrten in Tirol kamen sie erstmals am 20. Mai 1979 wieder in Wien zum Einsatz. Ab Juni fuhren sie auch auf der Stammstrecke.
Ab 1985 erhielten die Fahrzeuge ein Traglastenabteil mit hochklappbaren Längsbänken. Für den zugführerlosen Betrieb auf der Vorortelinie wurden einige Änderungen, vor allem an der Türsteuerung, eingebaut. 1990 wurden erste Versuche mit Flipdot-Matrix-Zielanzeigen gemacht. Derartige Anzeigen wurden dann bei Hauptausbesserungen ab 1993 eingebaut. Bei manchen Fahrzeugen wurden die Brosebandanzeigen vorerst auch ersatzlos ausgebaut. Gleichzeitig wurde der elfenbeinfarbene Ton der Lackierung durch einen grauweißen ersetzt. 1995 erhielten einige Fahrzeuge (4020.001–005) versuchsweise Fahrkartenautomaten, die dann auf der S80 verwendet wurden. Im Zuge der Hauptausbesserung wurde auch damit begonnen, die Sitze mit Kopfstützen zu versehen. Wegen der Sicherheitsauflagen zur Befahrung der neuen Tunnel der Flughafenschnellbahn erhielten die Garnituren ab 2002 eine Notbremsüberbrückung. Obwohl die Fahrzeuge nach früheren Plänen eigentlich schon längst ausgemustert sein sollten bzw. mit deren Ausmusterung bereits begonnen wurde, sind 2024 immer noch ca. 30 Garnituren im Schnellbahnnetz unterwegs.

### Reihe 4024

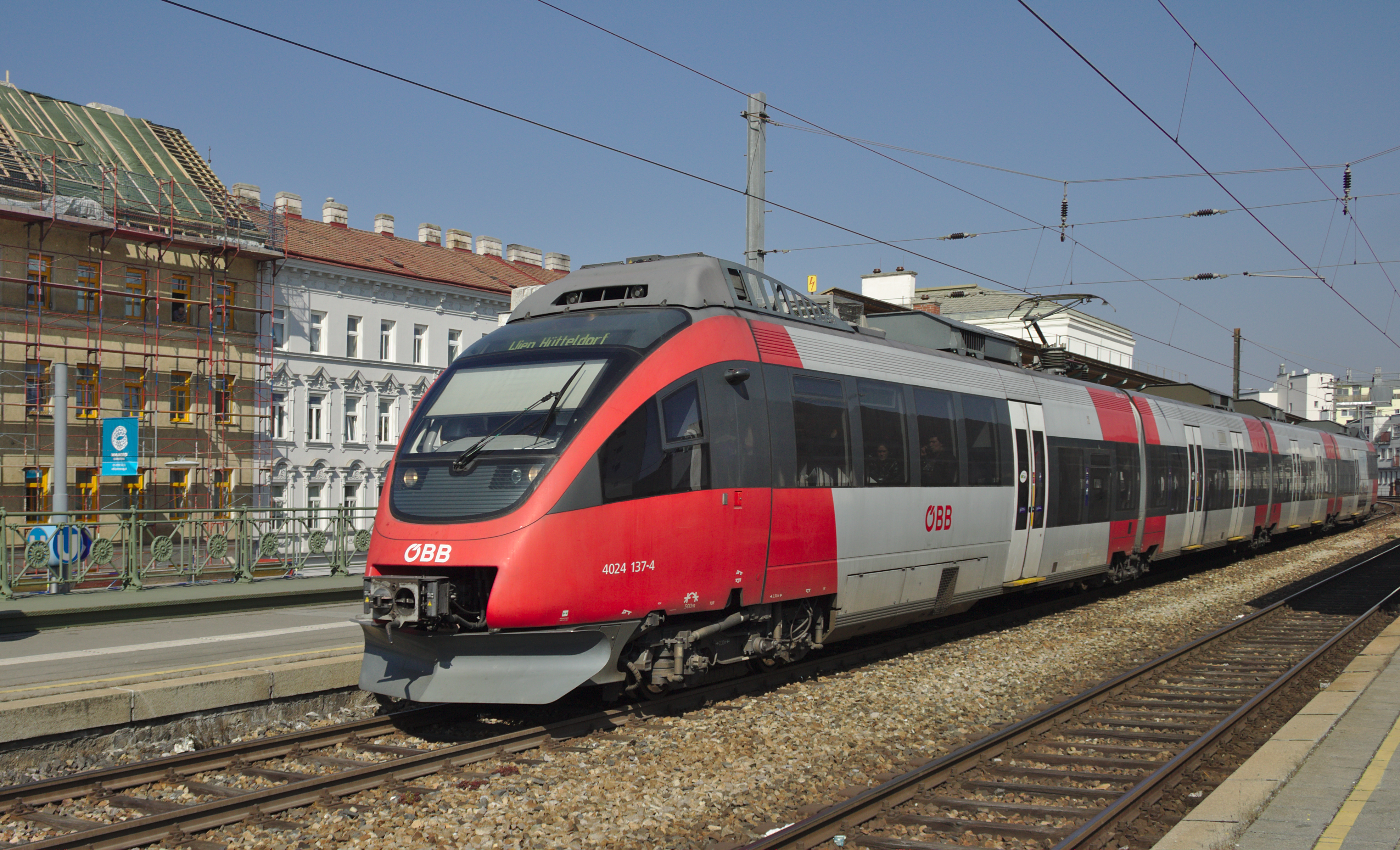
Triebwagen der Reihe 4024 in Wien Ottakring

Im Jahr 2000 gewann eine Bietergemeinschaft von Bombardier und ELIN die Ausschreibung zur Beschaffung von Nahverkehrstriebwagen für Salzburg und Wien, und 2001 beschloss der ÖBB-Aufsichtsrat den Kauf von Bombardier Talent (ÖBB 4024). Die vierteiligen Triebwagen haben in Österreich bisher unübliche Jakobs-Drehgestelle. Die niederflurige Bauart beim Einstiegsbereich erfordert Bahnsteighöhen von 550 mm, die Türen sind auch etwas schmaler als bei den 4020-Garnituren. Dafür gibt es im Innenbereich mehrere Stufen. Die Fahrzeuge besitzen eine Temperaturabsenkungsanlage. Zahlreiche Auflagen der Aufsichtsbehörde verzögerten aber die Inbetriebnahme, sodass sie erst am 14. Dezember 2004 erstmals auf der S7 im Einsatz waren.
Die für 140 km/h ausgelegten Fahrzeuge durften aber nur maximal mit 120 km/h fahren, und auch der Betrieb von Doppelgarnituren war untersagt. Eine Forderung war der Einbau von Magnetschienenbremsen, die bei den schon vorhandenen Fahrzeugen nachgerüstet werden mussten; die Neubauten erhielten sie ab Werk. Ab 2005 wurde auch eine Zweifrequenzversion des Talent mit der Bezeichnung 4124 (anfänglich 4824) geliefert, die auch für 25 kV / 50 Hz tauglich ist. Am 9. November 2005 erteilte das Verkehrsministerium die Genehmigung zum beinahe uneingeschränkten Betrieb; nur die Erlaubnis zur Tandembildung erfolgte erst am 5. Dezember.
Die Talent-Züge haben inzwischen die Reihe 4020 auf einigen S-Bahnlinien, die nicht die Stammstrecke befahren (S45, S50, S60, S80), teilweise ersetzt. Auch ist der Bestand in Wien an 4024 durch Umbeheimatungen aus Westösterreich gestiegen, so dass diese vermehrt auch auf der Stammstrecke verwendet werden.

### Reihe 4744/4746

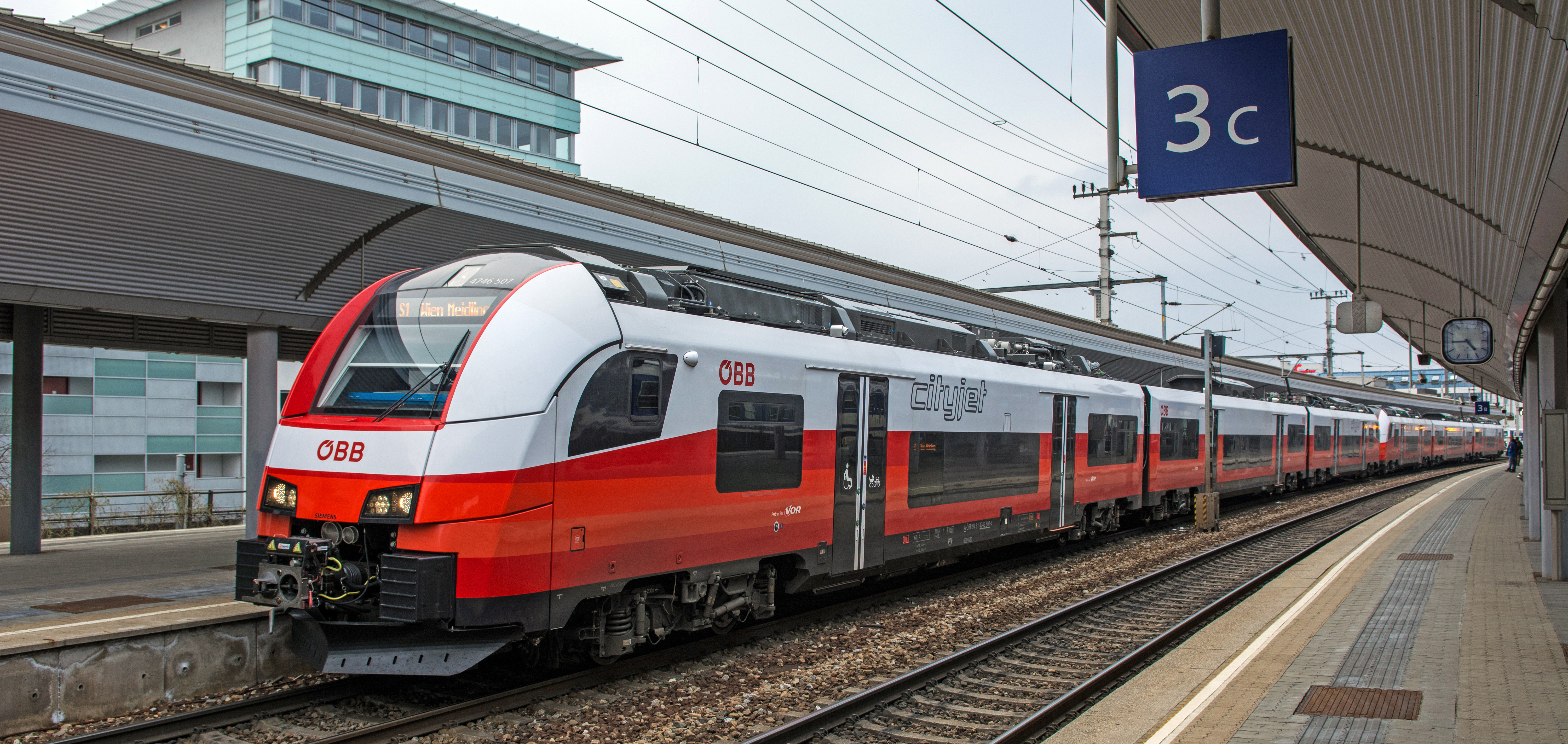
4746 007 mit einer weiteren Garnitur in Wien Floridsdorf

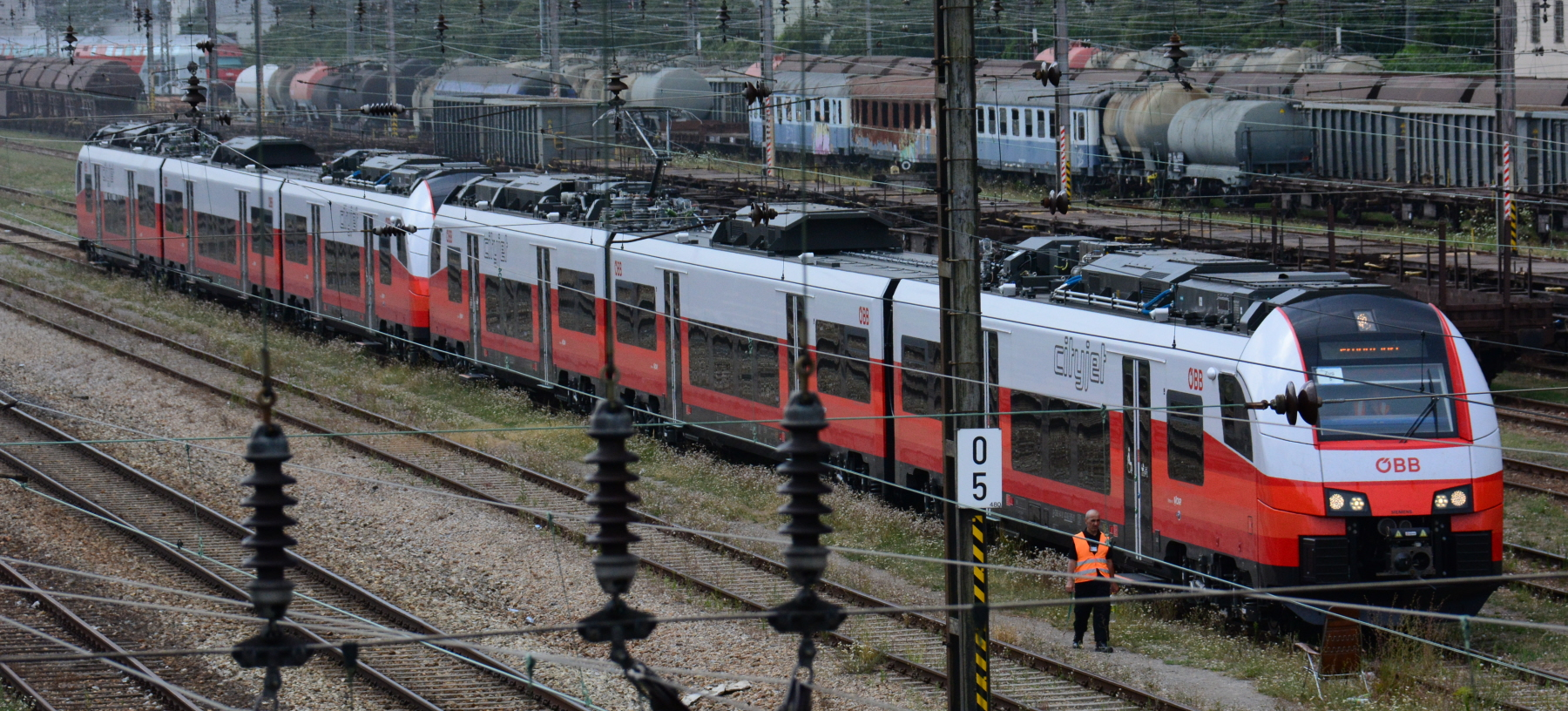
Zwei Züge der Reihe 4746 im Frachtenbahnhof Wien Penzing

Da die Reihe 4024 eigentlich nicht für einen städtischen S-Bahn-Betrieb, sondern eher für einen Regionalbahnbetrieb konzipiert ist und zahlreiche technische Probleme aufweist, wurde Anfang 2007 eine Arbeitsgruppe geschaffen, die Fragen bezüglich Anschaffung neuer Fahrzeuge zu klären und die Ausschreibungsbedingungen zu entwickeln hatte.
Mitte April 2010 wurde bekannt, dass die ÖBB einen Rahmenvertrag über bis zu 200 Elektro-Triebwagen der Bauart Desiro ML mit Siemens abgeschlossen hatten. Der Zusammenbau dieser Triebwägen erfolgte im ÖBB-Werk TS Jedlersdorf. Ab Ende 2015 kamen die ersten Garnituren in Wien und Niederösterreich zum Einsatz. Diese Triebzüge beinhalten Komfortverbesserungen wie Lufterfrischungsanlagen, Informationsmonitore, Fenster-Rollos sowie Steckdosen und Leselampen an jedem Platz.
Nachdem 2016 die Inbetriebnahme der 30 Stück der ersten Serie der Reihe 4746 abgeschlossen war und diese auf den Linien S1, S2, S7, S40 und S80 eingesetzt wurden, wurde die Beschaffung weiterer Serien beschlossen. Die Reihe 4746 sollte die Reihe 4020 vollständig ersetzen. Am 27. Dezember 2021 verließ die 130. Einheit der Reihe 4746 mit der Betriebsnummer 4746 130 das ÖBB-Werk TS Jedlersdorf und ging in Betrieb. Auf den meisten Linien sind die Züge der Reihe 4746 im Einsatz.

### Doppelstock-Wendezüge

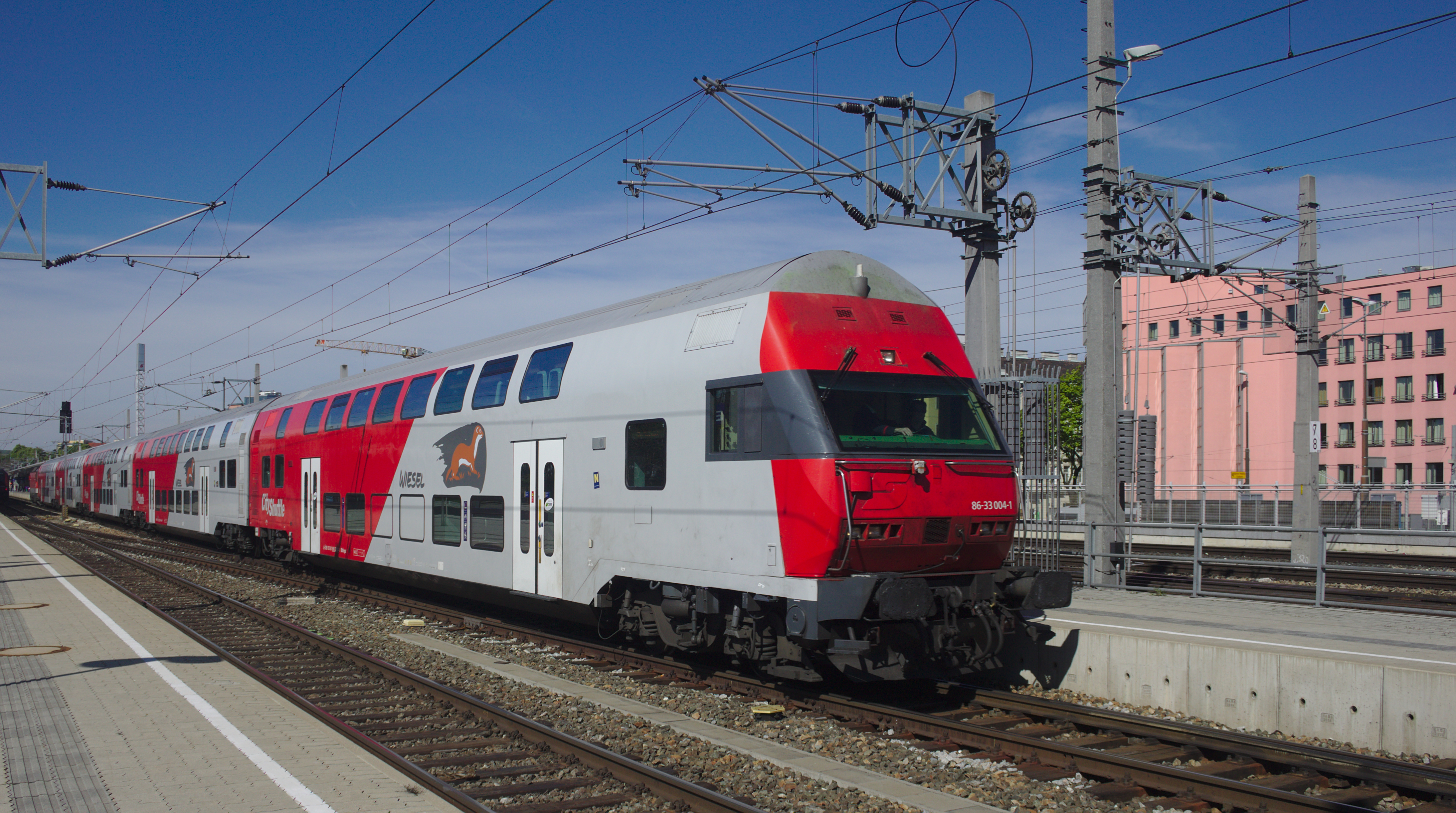
Doppelstock-Wendezug in Wien Meidling

Seit 1996 verfügen die ÖBB über doppelstöckige Wendezuggarnituren, um die Anzahl der verfügbaren Sitzplätze für Pendler vom Umland nach Wien zu vergrößern. Anfangs fuhren die Züge vom Umland zu einem Wiener Kopfbahnhof wie etwa zum Westbahnhof, Südbahnhof oder Franz-Josefs-Bahnhof. Aber seit Dezember 2003 werden sie größtenteils über die Stammstrecke durchgebunden. So gibt es jetzt Regionalzüge von Payerbach-Reichenau nach Břeclav oder Znojmo. Sie bestehen in der Regel aus einem Steuerwagen, vier Zwischenwagen und einer Lokomotive der Reihe 1144 oder 1116. Die Wagen haben sich sehr bewährt, da sie einerseits bei den Fahrgästen sehr beliebt sind und andererseits durch die Zweistöckigkeit den Vorteil haben, dass Reisende, die nur kurze Strecken fahren, meist unten sitzen und jene, die einen weiteren Weg zurücklegen, sich meist im oberen Stockwerk einen Platz suchen. Weiters haben die Wagen breite Türen und einen großen freien Platz im Türbereich, wodurch der Fahrgastwechsel relativ schnell abläuft. Außer für Leistungen als R- und REX-Züge kommen sie seit Fahrplanwechsel (Dezember 2023) aufgrund eines akuten Garniturenmangels vermehrt auch bei Schnellbahnleistungen zum Einsatz.

### Reihe 4734/4736
Die Österreichische Bundesbahnen (ÖBB) und Stadler Rail schlossen im Februar 2022 einen Rahmenvertrag für die Beschaffung von bis zu 186 Doppelstocktriebwagen des Typs KISS, die als vier-, fünf- und sechsteilige Einheiten für 160 km/h und optional für 200 km/h zugelassene Höchstgeschwindigkeit in Auftrag gegeben werden können. Der erste Abruf mit erfolgte am 7. April 2022 und umfasst 20 sechsteilige sowie 21 vierteilige 2-System-Triebzüge. Diese sind für die Ostregion (Wien, Niederösterreich, Burgenland) vorgesehen und sollen dort ab 2026 zum Einsatz kommen und ältere Wiesel-Züge unterstützen.

### Andere Reihen

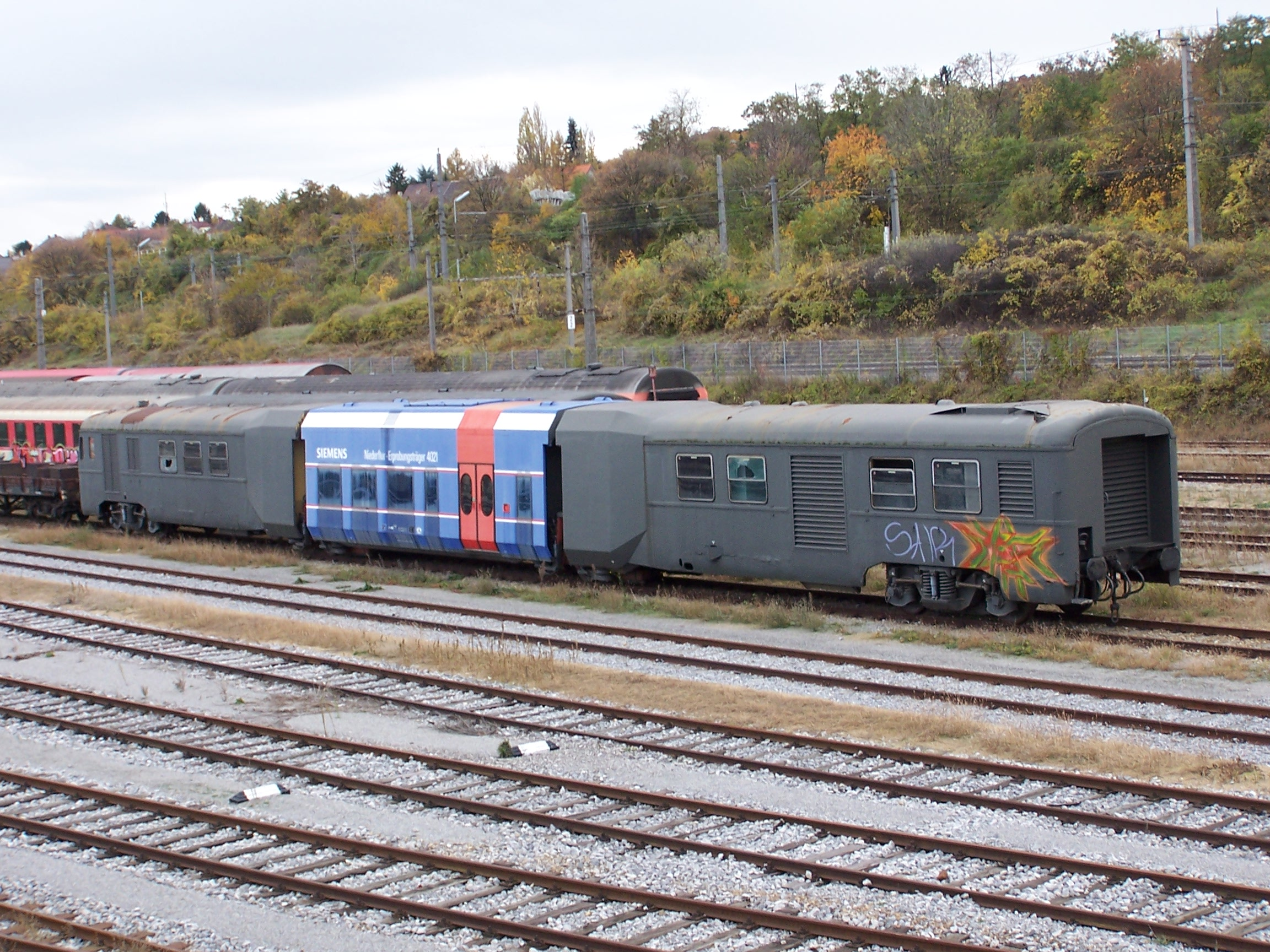
Niederflur-Erprobungsträger 4021, ex 6130.03 (2007)

Wegen des Triebfahrzeugmangels zu Beginn des Schnellbahnbetriebes wurden anfangs auch Dieseltriebwagen der Reihe 5145 eingesetzt, teilweise in Doppeltraktion mit 4030-Garnituren. Dabei kam es auch vor, dass diese Triebwagen anschließend als Schnellzug nach Venedig eingesetzt wurden. 1970 wurden in der Klimakammer der ORE im Arsenal Versuche mit der Triebwagenreihe 420 der DB durchgeführt. Diese Gelegenheit wurde für Testfahrten auf dem Wiener S-Bahn-Netz benutzt, um sich Anregungen für künftige Fahrzeuge zu holen.
Die Baureihe 420 selbst konnte ohnehin nicht verwendet werden, da dies große Umbauten in den Stationen bedingt hätte, die Anschaffung einer umkonstruierten Variante des Fahrzeuges wurde allerdings erwogen. Wegen der geplanten Erweiterung des S-Bahn-Verkehrs wurden von 9. bis zum 29. November 1992 Fahrzeuge der S-Bahn Zürich im Fahrgastbetrieb eingesetzt, um die Akzeptanz der Doppelstockwagen bei den Kunden zu testen. Im Gegensatz zu den früheren Testfahrten auf der Franz-Josefs-Bahn waren diesmal komplette Garnituren mit der SBB Re 450 und Steuerwagen im Einsatz. Für die Stammstrecke wurden solche Fahrzeuge dann aber vorläufig nicht in Betracht gezogen. Anfang der 1990er Jahre war die Anschaffung neuer Fahrzeuge geplant (vorgesehene Bezeichnung: 4021), wobei mehrere Firmen Angebote machten. Von AEG und Bombardier gab es nur Konzepte; die Jenbacher Werke boten eine Variante des Integral an, und SGP baute einen Versuchsträger aus dem alten Steuerwagen 6130.003, der – in Anlehnung an ihren Straßenbahnwagen ULF – den Spitznamen Schnulf erhielt. Diese Konzepte wurden aber wegen der hohen Preise bald ad acta gelegt. Auf der S40 wurde auch planmäßig mit Wendezug-Garnituren gefahren. Außerdem sind seit Dezember 2003 Regionalzüge (Doppelstockwendezug mit ÖBB 1116), als „Durchbinder“ bezeichnet, unterwegs. Sie verbinden die Regionen nördlich (Retz, Bernhardsthal) mit der südlich von Wien (Wiener Neustadt, Payerbach). Auf der S50 sind wochentags planmäßig ein- und zweistöckige Wendezuggarnituren im Einsatz, auf der S40 ist in der Früh auf einzelnen Fahrten einer der dreiteiligen doppelstöckige Wendezüge im Einsatz, welche sonst den Verkehr Richtung Gmünd abwickeln.

## Tarif
Bei der Wiedereröffnung der Verbindungsbahn im Jahre 1959 musste noch der normale Eisenbahntarif gezahlt werden. Für die Streckenabschnitte zwischen Hauptzollamt und Floridsdorf gab es allerdings ermäßigte Wochenkarten sowie Schülermonatskarten, die nur an den Bahnhöfen der Strecke erhältlich waren.
Ab 27. März 1961 waren Straßenbahnfahrscheine in den Zügen zwischen Hauptzollamt und Floridsdorf gültig. Mit der Eröffnung der Schnellbahn 1962 wurde der Geltungsbereich auf die ganze Stammstrecke von Floridsdorf bis Meidling ausgeweitet; allerdings nicht für alle Züge, sondern nur für die eigentlichen Schnellbahnzüge und den Wiener Abschnitt der Pressburger Bahn. Da auch die anderen Züge teilweise mit der Reihe 4030 geführt wurden, kam es oft zu Verwirrungen, die erst mit Einführung des Verkehrsverbundes beseitigt wurden.
Der Einheitstarif wurde am 2. Jänner 1967 auf die gesamte S-Bahn-Strecke in Wien zwischen Liesing und Strebersdorf bzw. Süßenbrunn ausgedehnt. 1971 wurden eigene Streckenkarten für die Schnellbahn eingeführt.
Mit der Einführung des Verkehrsverbundes Ost-Region (VOR) 1984 wurde der Betrieb der Wiener S-Bahn in den Verbundtarif eingebunden. Dadurch entstanden nur wenige Änderungen, weil der Wiener Einheitstarif als Teil des VOR-Tarifs beibehalten wurde. Die S-Bahn kann seitdem zum Verbundtarif benutzt werden; zusätzlich gelten auch Fahrkarten nach dem ÖBB-Tarif. Die Haltestellen und Bahnhöfe sind mit Fahrkartenautomaten sowie mit Entwertern für Vorverkaufs-Fahrscheine ausgestattet, an einigen Verkehrsstellen gibt es auch Schalterverkauf. Fahrkartenverkauf durch Schaffner im Zug war innerhalb Wiens nie möglich; viele VOR-Strecken außerhalb Wiens wurden in letzter Zeit auf Selbstbedienung umgestellt. Hier muss man wie etwa auch in der U-Bahn bereits vor Fahrtantritt einen gültigen Fahrausweis besitzen, andernfalls werden 105 Euro (bzw. 135, sofern nicht umgehend in bar bezahlt werden kann) verrechnet.

## Logo
Für die Schnellbahn wurde ein blaues Logo mit einem stilisierten „S“ geschaffen. Es stellt den Verlauf der Stammstrecke abstrahiert dar und soll außerdem Schnelligkeit symbolisieren. Mit der Einführung von S-Bahn-Systemen außerhalb Wiens entstand auch ein neues Logo mit abgerundetem S und einem helleren Hintergrundfarbton. Die Wiener S-Bahn sollte dabei ursprünglich ihr „eckiges“ Logo behalten. Diese Entscheidung wurde mittlerweile jedoch wieder verworfen – bei Neubauten kommt nur noch das „runde“ Logo zum Einsatz. Nichtsdestotrotz ist das eckige Logo noch an vielen Stationen im Wiener Verkehrsnetz zu finden.

## Information

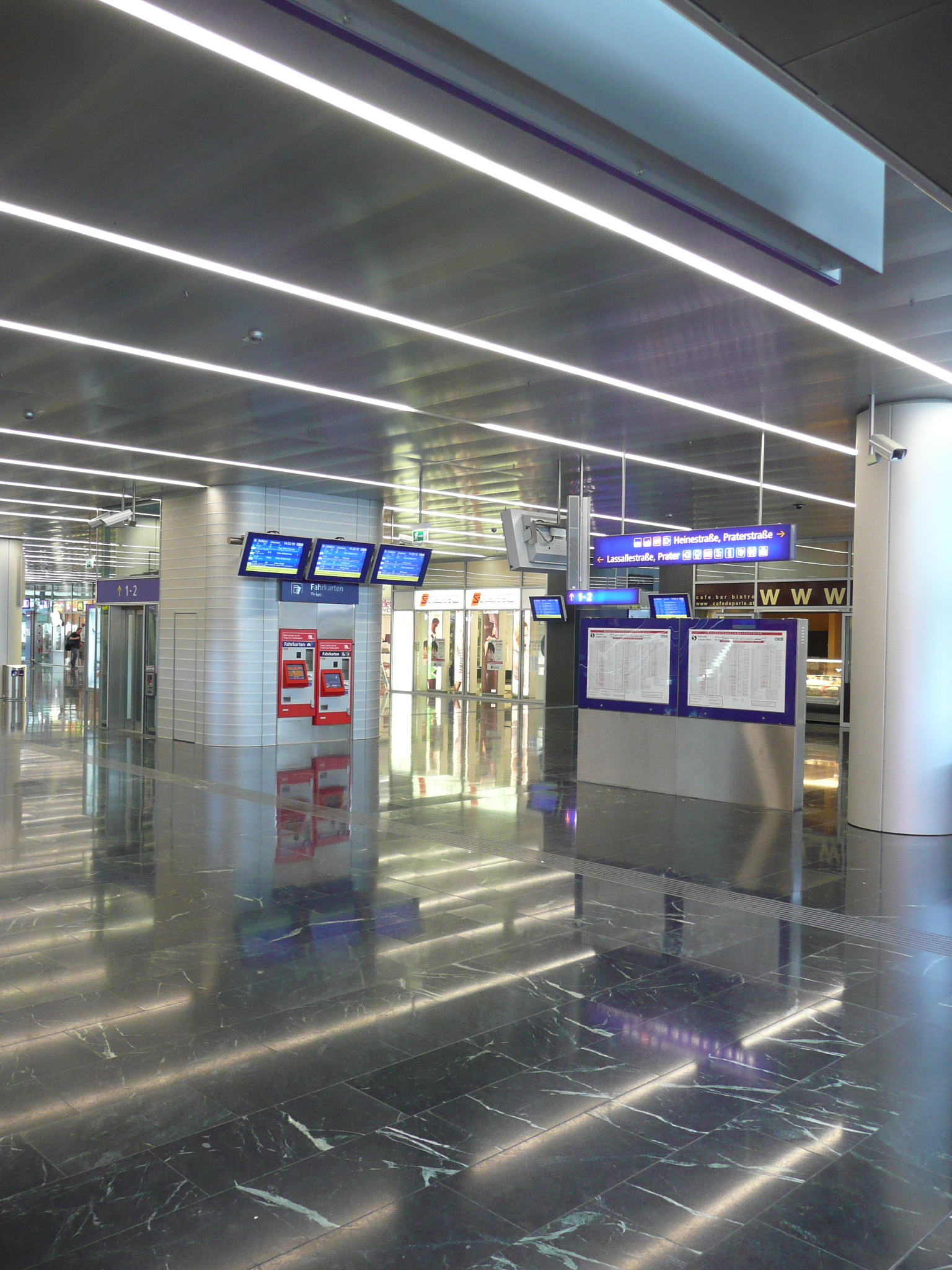
Infomonitore und Fahrplanaushänge im Bahnhof Wien Praterstern

Etwa zwanzig Sekunden vor Einfahrt in die Stationen lösen die Züge durch einen Kontakt eine Einfahrtansage aus. Dafür wurden anfangs 30-spurige Tonbandgeräte der Firma NIWE verwendet. Die Texte wurden bis 1978 von Herbert Suchanek (1926–2004) gesprochen. Er war zwar früher Bahnhofsvorstand des Aspangbahnhofes, bekannt wurde er aber als Moderator der Radiosendung Autofahrer unterwegs. Seit 1979 stammen sie wie auch sonst bei den ÖBB von der ehemaligen Fernsehsprecherin Chris Lohner. Zusätzlich wurden auch die Tonbandansagen für den nächsten Halt eingeführt. Die größten Änderungen im Wortlaut der Einfahrtsansage waren die Einführung der Bahnsteig- anstelle der Gleisnummern in den 90er Jahren und die Einführung des Begriffes S-Bahn 2005. Kleinere Änderungen in den Warnungen gab es immer wieder, um die Aufmerksamkeit der Fahrgäste zu erhöhen. Bei der Stationsansage wurde 2007 aus Gründen der Internationalität das „Nächster Halt“ mit „Next Stop“ ergänzt. In den neuen Triebwagen der Reihe 4024 entfiel der Gong vor der Ansage. Für die Triebwagen der Reihen 4744/4746 wurde ein neues Konzept entworfen: Bei der Türverriegelung: „Zug nach ... Nächster Halt/Next Stop ...“; vor der Station: „In Kürze erreichen wir...“; bei der Türfreigabe: „Station ... Ausstieg in Fahrtrichtung ...“.
Nach ersten Tests auf dem Westbahnhof wurden auf der S-Bahn erstmals in Österreich automatische Zugzielanzeigen verwendet, die von Leitstellen ferngesteuert werden. In der ursprünglichen Fassung bestanden sie aus Rollbandaggregaten mit einer gelb bedruckten Polyethylenfolie, die von Leuchtstofflampen bestrahlt wurden. Diese konnte man mit Lösungsmitteln abwaschen und neubedrucken. Die Signalübertragung geschah mittels eines Wechselstrom-Impulstelegramms. Wegen der langen Umstellzeit von bis zu 70 Sekunden wurden die Anzeigen in den 1980er Jahren gegen Palettenanzeiger ausgetauscht. Heutzutage befinden sich an den Bahnsteigen LCD-Anzeigen.

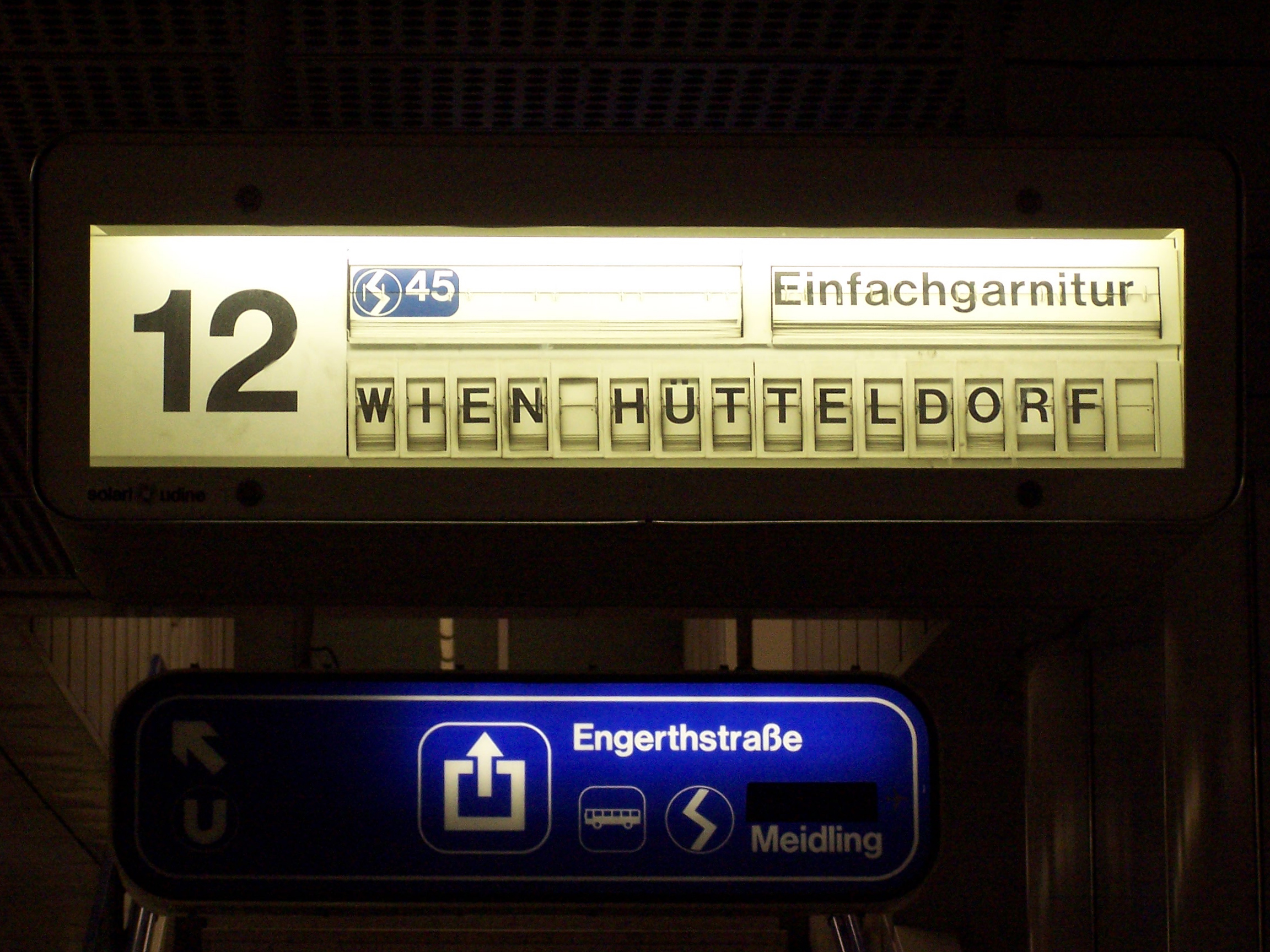
Letzte Form der Fallblattzielanzeigen in der Station Handelskai.

In manchen Stationen befinden sich noch Leuchtanzeigen mit drei oder vier Reihen, die die Fahrgäste einst im Störungsfall über Vorfälle und Maßnahmen informierten. Diese wurden gleichzeitig mit den Entwertern eingeführt, finden heutzutage jedoch keine Verwendung mehr. Die oberen beiden Reihen enthielten feste Texte: Mit Verspätungen und Zugausfällen ist zu rechnen. und Es wird empfohlen, andere öffentliche Verkehrsmittel zu benützen! Die anderen Texte waren ortsabhängig.
Mit Fahrplanwechsel am 10. Dezember 2017 wurden die Ansagen und Anzeigen auf der Stammstrecke auf ein neues System umgestellt, bei dem der letzte Halt auf der Stammstrecke und danach der Hinweis weiter nach: Endbahnhof des Zuges angezeigt/angesagt werden. Bei Störungen und größeren Verspätungen (Wartezeiten von 15 min und mehr) wird auf das alte System umgeschaltet, da ansonsten die Übersicht für die Fahrgäste verlorengeht.

## Sicherungsanlagen

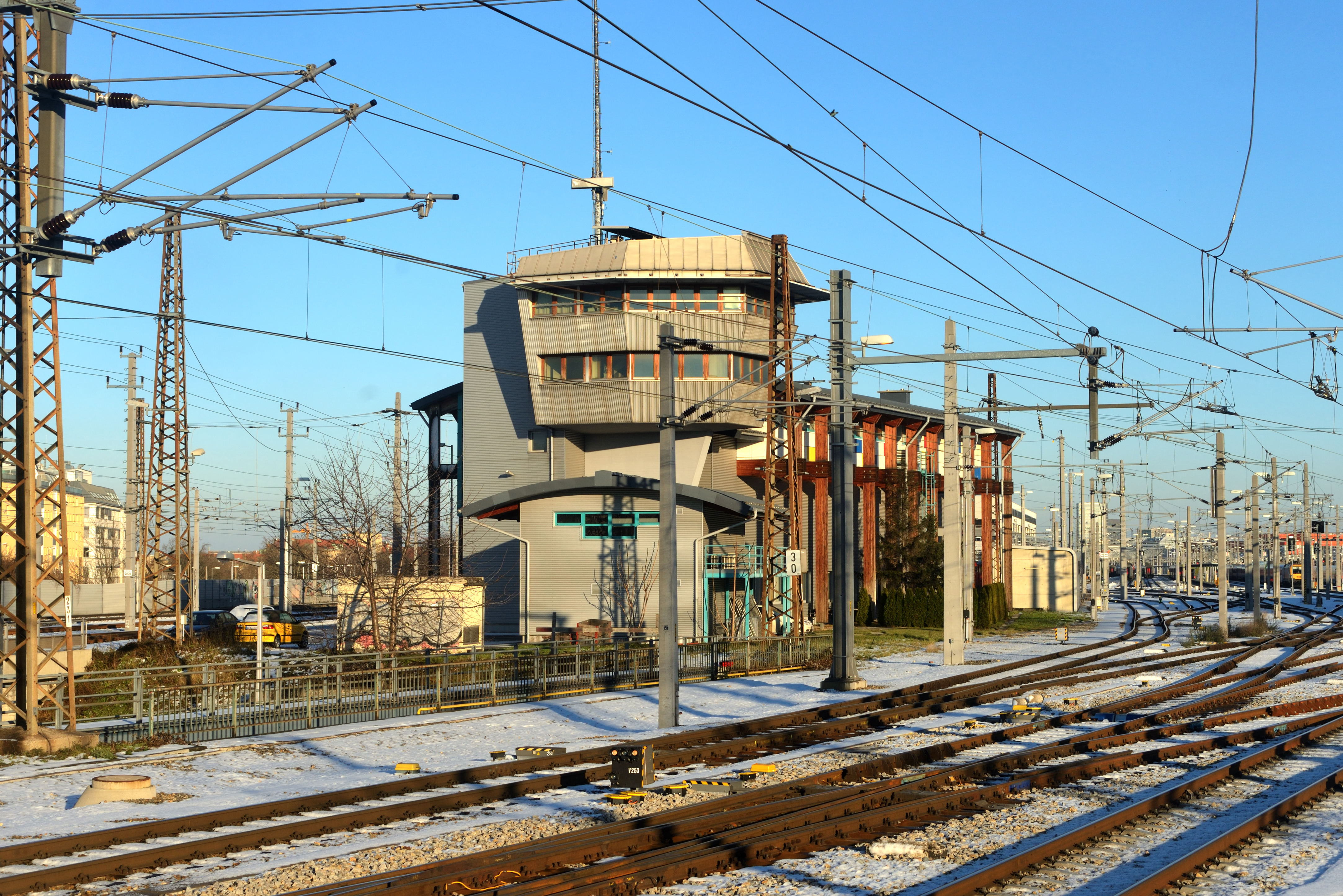
Zentralstellwerk Wien Matzleinsdorf

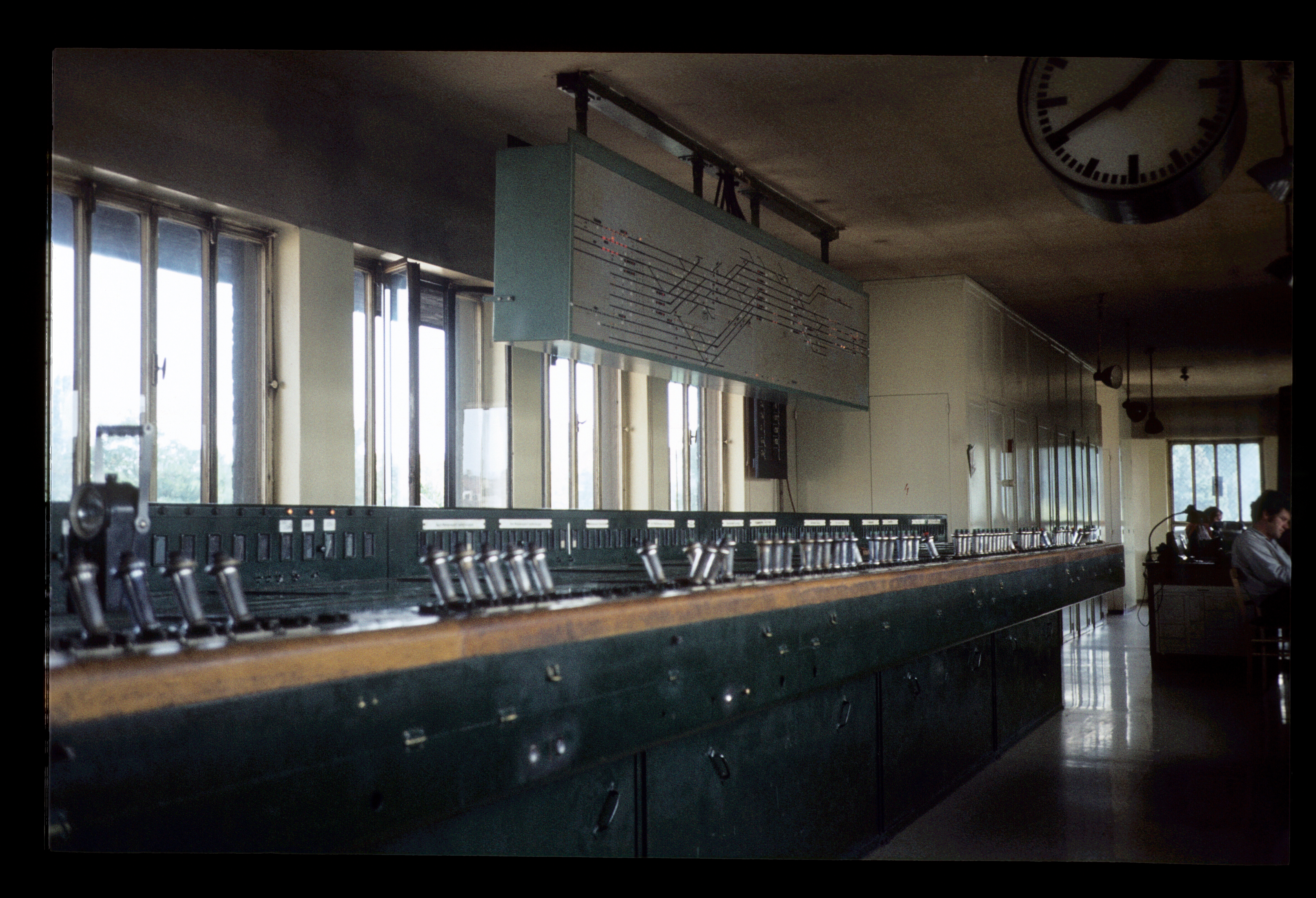
Schalterwerk der Bauart 42733 im alten Reiterstellwerk in Wien Meidling

Anlässlich des Schnellbahnbaues wurden praktisch die gesamten Sicherungsanlagen der Stammstrecke erneuert. Im Bahnhof Meidling blieb jedoch vorerst das markante alte elektromechanische Reiterstellwerk bestehen, das noch aus der Zwischenkriegszeit stammte. Zwischen Meidling und Matzleinsdorf gab es noch zwei weitere Stellwerke aus der Anfangszeit der S-Bahn (Bauart EM 55) sowie ein Provisorium aus dem Jahr 1971. Alle diese Stellwerke (außer dem Reiterstellwerk) wurden ab 2. Juni 1969 durch das Zentralstellwerk Matzleinsdorf ersetzt, das aber neben der S-Bahn auch andere Strecken in der Umgebung fernsteuert. Wegen des Baus der neuen Strecke am südlichen Gürtel wurde außerdem 1969 das Stellwerk Matzleinsdorf (EM 55) errichtet. Ein weiteres Stellwerk der Bauart EM 55 entstand anlässlich der Stilllegung des Aspangbahnhofes bei der Abzweigung der Flughafenschnellbahn. Im Bereich Wien Mitte gibt es ein elektrisches Stellwerk in Drucktastentechnik. Beim Bahnhof Praterstern wurde ein neues Zentralstellwerk in Relaistechnik errichtet, welches das größte der gesamten S-Bahn ist. Ein weiteres Zentralstellwerk befindet sich in Floridsdorf.
Auf der Stammstrecke wurden außerdem eine Gleisfreimeldeanlage und eine Zugnummernmeldeanlage in Relaistechnik eingerichtet, die 1981 auf Computerbetrieb umgestellt wurde. Die INDUSI wurde auf der Stammstrecke am 2. Dezember 1974 in Betrieb genommen, auf den nördlichen Außenstrecken in vereinfachter Version am 8. April 1976; der Südbahnabschnitt wurde schon früher, ab 19. September 1972, damit ausgestattet. Bis 1982 wurde Matzleinsdorf zum größten Stellwerk Österreichs ausgebaut, in dem auch zwei Fahrdienstleiter Dienst versehen. Dies geschah auch in Zusammenhang mit der Einführung der Rechnergestützten Zugüberwachung (RZÜ). Ursprünglich wurde der S-Bahn-Verkehr von einem Disponenten überwacht, der fernmündlich von den Fahrdienstleitern informiert wurde. Mit Verdichtung des Verkehrs war diese Methode nicht mehr möglich. Die RZÜ besteht aus vier Teilen: der Verkehrslenkzentrale, den Informationsanlagen für die Fahrgäste, der Zugüberwachungsfernsprecheinrichtung für direkten Kontakt zwischen Fahrdienstleiter und Disponenten sowie dem Zugfunk (Probebetrieb ab 1986). Die Verkehrslenkzentrale dient der Überwachung des S-Bahn-Bereiches der Stammstrecke und der anschließenden Außenstrecken.
Zur Zugverfolgung wird eine computergesteuerte Zugnummernmeldeanlage verwendet. Dem Bau dieses Zentralstellwerks fiel das charakteristische Reiterstellwerk im Bahnhof Meidling zum Opfer. Weitere sicherungstechnische Maßnahmen waren 1983 die Errichtung zusätzlicher Zentralstellwerke in Liesing und Süßenbrunn, die Verkürzung der Blockabstände, die Einführung des Gleiswechselbetriebs und die automatische Zuglenkung im Bereich der Zentralstellwerke durch Lenkziffernerkennung. Die neue Verkehrslenkzentrale und die Zugüberwachungsfernsprecheinrichtung wurden nach dreijähriger Bauzeit 1983 fertiggestellt. Der Zentralrechner befand sich am Standort der Bundesbahndirektion, war mit sechs Bahnhofsrechnern in Liesing, Matzleinsdorf, Wien Mitte, Wien Nord, Floridsdorf und Süßenbrunn verbunden und bekam von ihnen die Meldungen über die Zugfahrten. Auf zwei Bedienplätzen konnte das Verkehrsgeschehen mittels Streckenspiegel (Standort der Züge in den einzelnen Zugfolgeabschnitten) und Bildfahrplänen beobachtet und disponiert werden. Die Zugüberwachungsfernsprecheinrichtung ermöglichte dem Disponenten, mit dem zuständigen Fahrdienstleiter zu kommunizieren. Die Gesamtkosten beliefen sich auf rund 225 Millionen Schilling. In der Zugförderungsleitung Floridsdorf wurde 1988 ein neues Zentralstellwerk (Bauart: modifiziertes VGS80) eröffnet. Von 1999 bis 2002 wurde hier dann für den Bahnhof Floridsdorf ein neues elektronisches Zentralstellwerk errichtet, das auch die Aufgaben des Bahnhofes Jedlersdorf übernahm.

## Wartungsanlagen

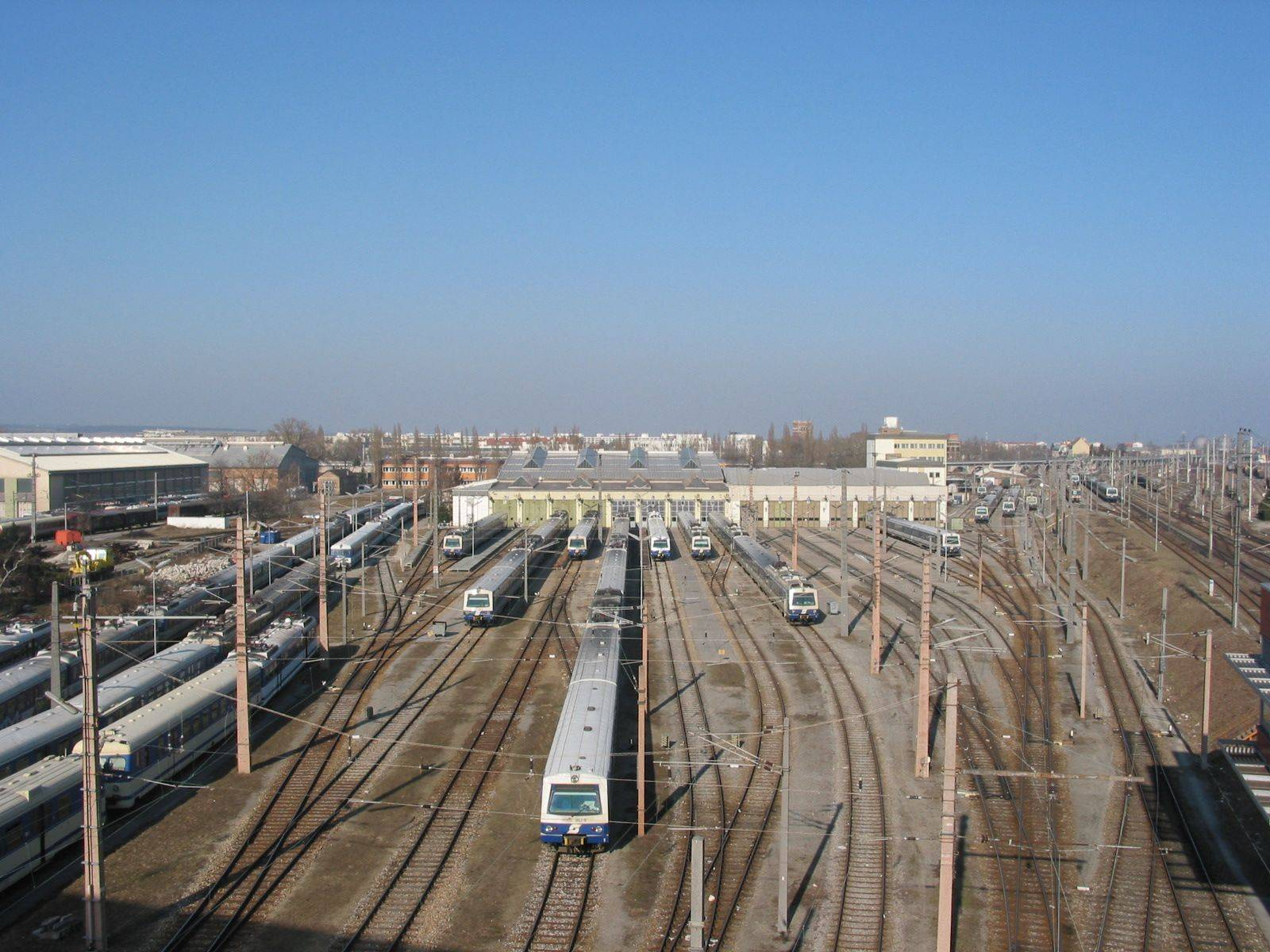
ÖBB-Hauptwerkstätte Floridsdorf, 2003

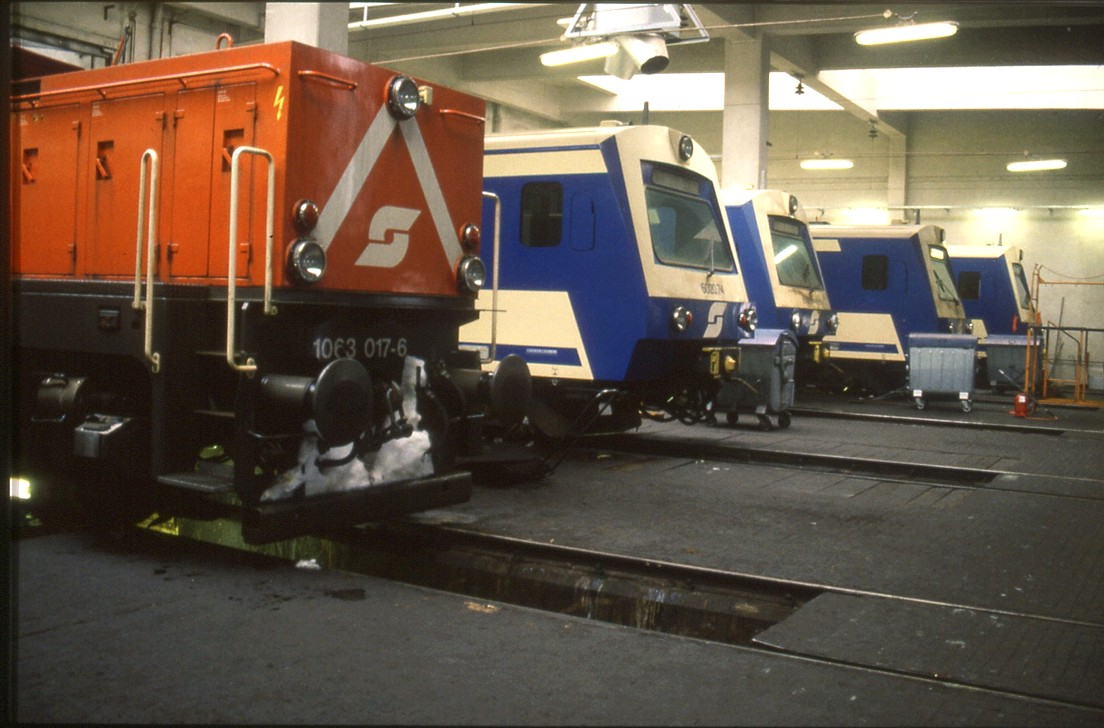
Triebwagen der Reihe 4020 in der Hauptwerkstätte Floridsdorf

In der Hauptwerkstätte Floridsdorf (heute ein „Technische Services“-Standort) wurde für die S-Bahn eine eigene Zugförderungsstelle eingerichtet, die in die Zugförderungsleitung Wien-Nordwest eingegliedert war. Nachdem diese schon im Mai 1962 geschlossen worden war, wurde sie durch die neue Zugförderungsleitung Wien-Nord ersetzt. Wegen der starken Zunahme des Schnellbahnverkehrs war Floridsdorf jedoch ab September 1975 (rückwirkend ab 1. Jänner) eine selbständige Zugförderungsleitung. Anlässlich des Schnellbahnbaus wurden in Floridsdorf eine neue Triebwagenhalle erbaut und die bereits bestehende von sechzig auf achtzig Meter verlängert. In der neuen Halle gab es je vier Gleise mit und ohne Oberleitung; Revisionsgruben und Waschplätze befanden sich außerhalb daneben. Trotzdem herrschte dort ständig Platzmangel. 1965 wurde die Anlage um fünf weitere Gleise erweitert und erhielt 1976 eine zweite Ausfahrt in Richtung Gänserndorf.
1981 kamen eine neue Halle und weitere Gleise im Freien dazu. Ein größerer Ausbau erfolgte aber erst ab 1987. Dabei wurde auch eine halbautomatische Waschanlage in Betrieb genommen. Mit der Inbetriebnahme des neuen Zentralstellwerkes im Jahre 1988 konnte der Betrieb vereinfacht werden und erforderte nurmehr zehn Mitarbeiter. Am 19. Juni 2007 wurde die alte Waschanlage durch eine vollautomatische – die erste in Österreich – ersetzt. Mit ihr ist auch ein Winterbetrieb möglich. Der Großteil der Anlagen in Floridsdorf wurde in den letzten Jahren verkleinert, und zahlreiche Gebäude wurden geschleift. Auf den freigewordenen Flächen wurde die Klinik Floridsdorf errichtet.

## Stromversorgung
Der Energiebedarf betrug nach der Betriebsaufnahme der S-Bahn etwa 60.000 kWh pro Werktag. Die Stromversorgung übernahmen das Unterwerk Meidling und der damit verbundene Schaltposten Floridsdorf über eine 55-kV-Leitung, die aber aus Kostengründen nur mit 15 kV betrieben wurde. Das Unterwerk Meidling war über zwei 55-kV-Kabelschleifen und über das Unterwerk Hütteldorf an das Umformerwerk Auhof angeschlossen. Der Fahrdraht bestand aus Hartkupfer mit einem Zusatz von 1 % Cadmium. Diese einseitige Netzanspeisung bereitete immer Probleme. Außerdem erforderte der zunehmende S-Bahn-Verkehr eine Erneuerung und Verstärkung der Anlagen. 1974 wurde daher eine 55-kV-Kabellinie zwischen der Netzkuppelanlage Simmering und der Verbindungsleitung an der Stammstrecke zum Unterwerk Meidling bei der Adolf-Blamauer-Gasse errichtet und Floridsdorf von hier angespeist – allerdings wieder nur mit 15 kV. 1983 wurde Floridsdorf zu einem eigenen Unterwerk ausgebaut, das zusätzlich durch ein eigenes Kabel von Hütteldorf aus versorgt wird. Dadurch entstand ein Ringnetz mit hoher Versorgungssicherheit. Von 1984 bis 1987 wurde die komplette Oberleitungsanlage der Stammstrecke erneuert. Der Fahrdraht besteht nun aus einer Silber-Kupfer-Legierung, der Leitungs- und der Tragseilquerschnitt wurden erhöht. Ab 2002 wurde das Übertragungskabel tatsächlich auf 55 kV umgestellt, aber aufgetrennt, um die Verbindung von Simmering einschleifen zu können. Aus Sicherheitsgründen wurde dann noch eine weitere Übertragungsleitung von Kledering über Stadlau nach Floridsdorf gebaut, um einen Ringschluss herzustellen.

## Unfälle
Auf der S-Bahn gab es verhältnismäßig wenige Unfälle. Bei den meisten Betriebsstörungen waren auch keine Verletzten zu beklagen. Im Februar 1965 kam es sogar vor, dass eine entkuppelte Doppelgarnitur, die nur durch Vielfachsteuerung und Bremsschläuche zusammengehalten wurde, die gesamte Stammstrecke befuhr, ohne dass dies zunächst aufgefallen wäre.
Unfälle mit Personenschaden:
- 10. Dezember 1964: Durch eine unter dem Zug gestellte Weiche entgleiste ein Zug im Bereich Abzweigung Kliebergasse, der dadurch mit einer Mauer kollidierte. Es gab fünf Verletzte. Der Unfall hatte eine Betriebsunterbrechung von 32 Stunden zur Folge. Außerdem konnten erstmals gewöhnliche Züge zwischen Meidling und Südbahnhof mit Straßenbahnfahrscheinen benutzt werden.[55][56]
- 16. Februar 1968: Wegen Nichtbeachtung eines Signals kam es zu einem Zusammenstoß zweier Züge, wobei sieben Personen leichte Verletzungen erlitten.[57]
- 17. Jänner 1980: Durch unerlaubten Verschub stieß ein S-Bahn-Zug in Bad Vöslau mit einem Güterzug zusammen. Der Unfall forderte 14 Leichtverletzte.[58]
- 9. November 1991: Der schwerste Unfall in der Geschichte der Schnellbahn ereignete sich im Bereich von Süßenbrunn, als ein aus Wolkersdorf kommender Zug der Linie S2 ein Ausfahrsignal überfuhr und bei der Abzweigung von der Nordbahn mit einem Regionalzug kollidierte. Dadurch entgleiste ein Zwischenwagen des Regionalzugs und ragte in das Gleis der Gegenrichtung. Ein entgegenkommender Zug der Linie S1 konnte nicht mehr bremsen und wurde auf der Seite aufgeschlitzt. Dabei kamen vier Personen ums Leben, 40 weitere wurden zum Teil schwer verletzt.[59]
- 18. Februar 1993: Ein Regionalzug überfuhr im Bahnhof Hütteldorf ein Ausfahrsignal. Trotz Schnellbremsung kollidierte der Zug mit einer entgegenkommenden Garnitur der Linie S50. Der Triebfahrzeugführer dieses Zuges und zwei weitere Reisende wurden getötet, 25 verletzt.
- 17. November 1995: Ebenfalls im Bahnhof Hütteldorf überfuhr ein Zug der Linie S45 ein Ausfahrsignal, prallte gegen einen Güterzug und fiel zur Seite. In diesem Fall gab es aber glücklicherweise nur sechs Leichtverletzte.
- 14. Juli 2001: Wegen Bauarbeiten für den Lainzer Tunnel wurde im Bahnhof Unter Purkersdorf das Gleis 1 gesperrt und der Verkehr über Gleis 2 geleitet. Obwohl ein Regionalzug vor dem Gleiswechsel anhalten und das Freiwerden des Gleises abwarten sollte, fuhr er in das Gleis ein. Nach Erkennen des Halt zeigenden Ausfahrsignals führte er zwar eine Schnellbremsung durch, konnte aber einen Frontalzusammenstoß mit einem Zug der Linie S50 nicht verhindern, obwohl auch dessen Triebfahrzeugführer eine Schnellbremsung einleitete. Der Unfall forderte 21 Verletzte, davon vier schwer.
- 17. November 2001: Ein umgeleiteter S-Bahn-Zug aus Wolfsthal fuhr im Bereich des Zentralverschiebebahnhofes Kledering in schrägem Winkel auf eine Lok der Reihe 1044 auf, da diese ein Verschubverbotsignal überfuhr. Sechs Personen wurden dabei verletzt.
- 12. Mai 2004: Wieder in Unter Purkersdorf ereignete sich ein Zusammenstoß einer S50-Garnitur mit einem Güterzug, wobei diesmal der S-Bahn-Zug ein Haltesignal überfuhr. Der Zug kippte zur Seite, wobei elf Personen leichtverletzt wurden.
- 26. März 2009: Ein aus Richtung Tulln kommender, nach Wien Franz-Josefs-Bahnhof fahrender Personenzug kollidierte im Bereich des Bahnhofs Kritzendorf mit einem entgegengesetzt fahrenden Güterzug. Verursacht wurde der Unfall wahrscheinlich durch das Überfahren eines Haltesignals durch den Personenzugführer, wodurch elf Personen leicht verletzt wurden und drei Waggons sowie der Steuerwagen entgleisten bzw. umstürzten und Ladegut verloren.[60]
- 9. Oktober 2009: Nahe der Haltestelle Matzleinsdorfer Platz kam es zu einer Kollision einer S-Bahn-Garnitur Richtung Wiener Neustadt Hbf. mit einem Bauzug. Der Unfall forderte 14 Verletzte, der Lokführer des Oberbauzuges wurde schwerverletzt. Der Steuerwagen der Garnitur der Reihe 6020 kippte leicht zur Seite.
- 21. Jänner 2013: Auf dem eingleisigen Abschnitt zwischen Hütteldorf und Penzing kam es zu einem Frontalzusammenstoß zweier 4024-Garnituren der Vorortelinie S45. 41 Personen, unter ihnen einer der beiden Triebfahrzeugführer, wurden zum Teil schwerverletzt.[61]
- 22. Dezember 2017: Im Bahnhof Kritzendorf kollidierte ein Zug der Linie S40 (Kritzendorf-Wien) seitlich mit einem Regionalexpress, der von Krems nach Wien unterwegs war. Dabei sprangen beide Züge aus den Schienen, und ein Teil des REX-Zugs kippte seitlich um. 12 Personen wurden bei dem Zugunglück verletzt.[62][63]

Den größten Sachschaden richtete eine Frontalkollision mit einer Lok der Reihe 1042 am 11. Juli 1969 im Bahnhof Landstraße an. Auf der Pressburger Bahn war besonders die Kreuzung mit der Danubiastraße bei Mannswörth gefürchtet, die längere Zeit die gefährlichste Eisenbahnkreuzung Österreichs war, bei der es einige Unfälle gab, auch mit Todesopfern unter den Autofahrern. Sie wurde inzwischen aber durch eine Überführung ersetzt.

## Ausbauplanungen

### Frühere Planungen
Um der drohenden Verkehrsprobleme der Stadt Herr zu werden, wurde schon 1955, also noch vor der Schnellbahneröffnung, die 1. Wiener Straßenverkehrsenquete abgehalten. Die zuständige Kommission empfahl seinerzeit schon, auch die Einbeziehung der Stadtbahnlinien in das S-Bahn-Netz zu untersuchen, was die Wiener Verkehrsbetriebe aber bereits damals ablehnten.
Das Konzept für die S-Bahn sah noch zusätzliche Stationen vor, die nie verwirklicht wurden, doch hatten diese Planungen durchaus Auswirkungen. So war beim Gaudenzdorfer Gürtel eine Haltestelle vorgesehen, wo man noch heute einen größeren Gleisabstand sehen kann, der für den Bahnsteig freigehalten wurde. Der Verzicht auf die Wiederherstellung der ehemaligen Station Radetzkyplatz wurde erst 1982 entschieden. Bis dahin befand sich dort eine Langsamfahrstelle, da die Brücke über die Löwengasse erst später erneuert werden konnte. Eine weitere Haltestelle war bei der Unterführung des Landstraßer Gürtels geplant. Die vorgesehene Haltestelle Engerthstraße wurde in veränderter Form 1996 als Handelskai verwirklicht.
Nachdem die Schnellbahn ein so außerordentlicher Erfolg wurde, entwarfen die ÖBB einen sehr umfangreichen Ausbauplan, der wieder die Stadtbahn, einige Neubaustrecken und beinahe alle Bahnlinien in der Umgebung von Wien enthielt. Sogar die inzwischen eingestellte Stammersdorfer Lokalbahn hätte über eine Neubaustrecke bei Strebersdorf an das Wiener Eisenbahnnetz angebunden werden sollen. 1964 wurde dazu im Süd- und im Westbahnhof eine Ausstellung abgehalten.
Neben der Ausweitung des Netzes war vorgesehen, den Bahnhof Meidling zur Philadelphiabrücke zu verlegen, wobei der Bereich südlich der Brücke überbaut und die Badner Bahn in den Bahnhof integriert werden sollten. Außerdem war eine Stadtbahnverlängerung bis hierher vorgesehen. Tatsächlich realisiert wurde von den ausgestellten Vorschlägen viel später die Überbauung des kompletten Bahnhofes Wien Mitte.
Nach dem Beschluss zum Bau einer U-Bahn in Wien entstanden zahlreiche Entwürfe für U- und S-Bahn-Netze, die von der Magistratsabteilung 18 (Stadtplanung) der Stadt Wien, dem Zivilingenieur Rupert Schickl und dem TU-Professor Edwin Engel ausgearbeitet wurden. Darunter waren auch wieder einige Entwürfe, die eine Umstellung der Stadtbahn auf S-Bahn-Betrieb beinhalteten, was aber die WVB wieder ablehnten, da sie Bedenken hatten, dass Unregelmäßigkeiten auf den Außenstrecken dem Betrieb hinderlich sein könnten. In den 1970er Jahren war der viergleisige Ausbau der Strecke Meidling–Liesing ein bevorzugtes Projekt der Wiener Stadtplanung, wurde aber von den ÖBB abgelehnt.
1977 beschäftigten sich die Baudirektion der ÖBB und die Magistratsabteilung 18 mit einem Projekt für einen Zweisystembetrieb auf der U-Bahn-Linie U3, wobei Züge der Westbahn und zum Flughafen eingebunden werden sollten.
1996 wurde von Stadt Wien und Bund ein Ausbauprogramm vereinbart, das neben dem Bau der Flughafenschnellbahn auch die Verlängerung der S45 bis zum Praterkai und einen recht aufwändigen Ausbau der Linie S80 vorsah. Diese Planungen fielen aber der Verlängerung der U-Bahn-Linie U2 zum Opfer. Außerdem sah das Konzept der ÖBB verdichteten Verkehr auf den meisten Strecken und die Verknüpfung von S7, S60 und S80 am Südtiroler Platz vor.

### Weitere Planungen
Forderungen nach Verlängerung der S7 bis Bratislava werden seit 1990 vorgebracht; die Realisierung scheiterte bisher daran, dass die ehemalige Gleistrasse von der Endstation Wolfsthal bis zur Staatsgrenze zur Slowakei verkauft und teilweise überbaut wurde.
Im Dezember 2014 wurde im Zuge des Neubaus des Wiener Hauptbahnhofes am Gelände des ehemaligen Süd- und Ostbahnhofs der Bau einer Verbindung der Ostbahntrasse mit der Strecke der Flughafenschnellbahn fertiggestellt, um eine optimale Anbindung an den Flughafen Wien-Schwechat zu schaffen. Die zweigleisige Verbindung wurde im Bereich Zentralverschiebebahnhof / Kledering / Zentralfriedhof errichtet und wird seit 14. Dezember 2014 fahrplanmäßig befahren.
Die neue Verbindung könnte laut Plänen der ÖBB bei entsprechender Finanzierung durch die Länder Wien und Niederösterreich als S75 vom Flughafen zum Wiener Hauptbahnhof und danach weiter über die S-Bahn-Stammstrecke nach Wien Meidling bis Wien Hütteldorf geführt werden.
Die Wiener Verbindungsbahn, die durch den Lainzer Tunnel spürbar entlastet wurde, soll zwischen Hütteldorf und Meidling ebenfalls eine Aufwertung erfahren. So sollen neben einer kompletten Sanierung und großflächigem Ersetzen von Bahnübergängen durch Über- und Unterführungen die beiden Stationen Hietzinger Hauptstraße und Stranzenbergbrücke neuerrichtet werden. Mit Stand 2020 sollen die Vorarbeiten etwa 2023 beginnen, die Fertigstellung soll voraussichtlich 2027 erfolgen. Der Ausbau der Verbindungsbahn ist auch Voraussetzung für eine Verdichtung des Taktes der S80.
Bereits im Masterplan Verkehr 2003 war die Verlängerung der S45 entlang der Donau vom bisherigen Endpunkt Handelskai über die Donauuferbahn zum Praterkai vorgesehen. Dieser Ausbau wäre auch Teil des wiederholt geforderten S-Bahn-Rings. Im Jahr 2023 hatten die ÖBB die Errichtung eines S-Bahn-Rings in einer Studie geprüft mit dem Ergebnis, dass die Führung mit zwei Halbring-Linien die bessere Variante ist. Durch Verlängerung der S45 über Donauuferbahnhof, Reichsbrücke, Donaukaibahnhof, Donaumarina und Donauspitz bis zur Haltestelle Praterkai, die dementsprechend zur Umsteigstelle ausgebaut werden würde, soll diese gemeinsam mit der S80 einen Ring bilden.
2014 hatte der Verkehrsverbund Ost-Region ein internes Papier ausgearbeitet, welches an die Öffentlichkeit gelangte, in dem eine Verbindung des Franz-Josefs-Bahnhofs mit den südlichen Strecken mittels eines sogenannten „Citybahntunnel Wien“ vorgeschlagen wurde. Solche Forderungen nach einer weiteren S-Bahn-Achse wurden von den ÖBB aber abgelehnt.